# حقوق الحيوان
حقوق الحيوان هي فكرة تؤكد على أن لبعض، أو لكل الحيوانات غير البشرية الحق في امتلاك حياتهم الخاصة، وتلك أكبر مصالحهم الأساسية- مثل الاهتمام في عدم المعاناة – وبالتالي ينبغي أن يتاح لها نفس الاعتبار كمصالح مماثلة للبشر. أما المحامون فيعارضون التنازل عن القيم الأخلاقية، والحماية الأساسية على أساس عضوية الأنواع وحدها. وهذه الفكرة معروفه باسم التنوعية، التي صاغها ريتشارد رايدر عام 1970، بحجة أن المصطلح غير عقلاني كالأخريات. وهم يتفقون في الغالب على أنه لا يجب النظر للحيوانات على أنها ممتلكات، أو أنها تستخدم كطعام، أو كمواضيع للأبحاث أو التسلية، أو كعبء من الأعباء.
يتناول المدافعون عن حقوق الحيوان القضية من وجهات نظر متباينة. أما بالنسبة للرؤية المعارضة فهي ترى أن للحيوانات حقوق أخلاقيه، والتي قد يقوض سعي الإصلاح التراكمي بها فيشجع الناس للشعور بالراحة حول استخدامها. موقف الإلغائي غاري فرانسيون يدور حول تعزيز الأخلاقية النباتية. وهو يزعم أن جماعات حقوق الحيوان الذين يهتمون بالرعاية الاجتماعيه مثل جماعة حقوق الحيوان، يخاطرون بجعل الجمهور يشعر بالراحة حول استخدامه للحيوانات. وهو يسمي مثل هذه الجماعات «بالرعائيين الجدد». توم ريجان، وهو كعالم في الأخلاقيات يجادل بأن ما لا يقل عن بعض الحيوانات هي «الموضوعات من واحد للحياة،» مع اعتقادات، ورغبات وذكريات والإحساس بمستقبلهم الذي يجب أن تعامل على أنها غاية في حد ذاتها، وليس وسيلة لتحقيق غايةREFF. بينما أتباع نظرية الإحساسية (بالإنجليزية: Sentiocentrism) التي تؤكد على أن الأفراد الحية هي موضوع الاهتمام الأخلاقي، وبالتالي لهم حقوق. بينما ينحى أتباع مذهب الحماية إلى الإصلاح التدريجي في معاملة الحيوانات، وذلك بهدف الحد من استخدام الحيوان بشكل تام أو شبه تام. وهذا يمثل موقف الفيلسوف بيتر سنغر، الذي لم يركز على الحقوق الأخلاقية إنما على فكرة أن للحيوانات مصالح، لا سيما مصلحة عدم المعاناة وأنه لا يوجد سبب منطقي أو أخلاقي يمنع من منح تلك المصالح القدر ذاته من الاعتبار.وموقف بيتر سنغر معروف بتحرير الحيوان.وهناك تقاليد ثقافية متعددة حول العالم، مثل الهندوسية والبوذية واليانية، تدعم بعض من أشكال حقوق الحيوان. وبالنسبة لدين الإسلامي، اعترفت الشريعة (القانون الإسلامي) بحقوق الحيوان في وقت مبكر. وقد قدمت الدراسات العلمية أدلة تشير إلى وجود تشابه في خصائص التطور والقدرات الإدراكية للإنسان وبعض الحيوانات.[بحاجة لمصدر]
بالتوازي مع النقاش حول الحقوق الأخلاقية، يُدرس قانون الحيوانات الآن على نطاق واسع في كليات القانون في أمريكا الشمالية.
ويدعم عدد من الباحثين القانونيين البارزين [من هم؟]، منح الحقوق القانونية الأساسية، والشخصية لبعض الحيوانات على الأقل.
وأكثر الحيوانات التي تُذكر عند المطالبة بالحقوق الشخصية هي البونوبو، والشمبانزي. ويؤيد بعض أكاديميون حقوق الحيوان ذلك لأنهم يعتقدون أنه سيزيل الحواجز بين الفصائل المختلفة، أما المعارضين فيعتقدون أن ذلك يمنح قيم أخلاقية مبنية على التعقيد العقلي بدلاً من رجاحة العقل.
نُقّاد حقوق الحيوانات يقولون أن الحيوانات غير قادرة على الدخول في الاتفاقيات الاجتماعية، لذا لا يمكنهم أن يكونون حائزين على حقوق، وجهة نظر قد لخصها الفيلسوف روجر سكروتون (Roger Scruton) الذي كتب أنه الإنسان فقط لديه واجبات ولذلك الإنسان فقط لديه حقوق. في جدال مشابه عُرف باسم «موقف الرفق بالحيوان» وذلك انه ربما تُسْتَخْدَم الحيوانات كموارد مادام أنها لن تعاني بشكل غير ضروري، وربما لديها بعض المكانة الأخلاقية لكن أدنى من الإنسان، وبقدر ما فيها من مصالح، هذه المصالح ربما تكون طاغية، لذا على الرغم من ما يعتبرونه من معاناة ضرورية أو تضحية مشروعة لأجل المصالح، فيه اختلاف كبير. نشاط حقوق الحيوان مثل تدمير مزرعة الفرو، والمختبرات الحيوانية عن طريق «جبهة تحرير الحيوان» جذبت أيضاً الانتقادات، بما في ذلك من داخل حركة حقوق الحيوان نفسها، وكردة فعل دفعت من الكونغرس الأمريكي لإصدار قانون حماية مؤسسة الحيوان «المعدل في عام 2006 عن طريق المؤسسة بشأن إرهاب الحيوان».
العوامل التي قد تؤثر على المواقف تجاه حقوق الحيوان تتضمن: نوع الجنس والمهنة ومستوى التعليم والدين.
المناقشات التي جرت حول الحيوانات في القرن الحادي والعشرين، يمكن أن تعزى وتنسب إلى العالم القديم، وفكرة التسلسل الهرمي. في سفر التكوين -بالإنجيل-للقرن الخامس أو السادس قبل الميلاد، «آدم أعطي السيطرة على أسماك البحار وعلى الطير في الهواء وعلى الأنعام وعلى كل الأرض وعلى كل دابة تدب فوق الأرض.» السيطرة تحتاج أن لا تستلزم الحقوق الملكية لكن قد فسرت على مر العصور أنها تعني الملكية.الحيوانات ممكن تكون اشياء نملكها ونستخدمها اما الإنسان خلق لله وكان متفوق على كل شيء في الطبيعة.

## تاريخ تطور المفهوم في العالم الغربي

### الأخلاقيات والحيوان في العصر القديم
وقد دافع الفيلسوف والرياضي فيثاغورس (500 - 580 قبل الميلاد) عن حقوق الحيوان، وهو يؤمن أن الأرواح البشرية وغير البشرية بعثت من الإنسان إلى الحيوان والعكس صحيح، وعلى عكس ذلك يجادل أرسطو (384-322 قبل الميلاد) أن الحيوانات الغير بشرية ليس لديها مصالح خاصة بها لتحتل مرتبة آقل من البشر في سلسلة الوجود الكبرى، وقد كان أول من صنف الحيوانات وقد اكتشف بعض نقاط التشابه بين البشر أو بقية المخلوقات، ولكن اعتبر أنه في معظم الأحيان تفتقر الحيوانات تفتقرالشعور والمنطق والفكر والمعتقد. وقد جادل ثيوفراستوس (371-287 قبل الميلاد)، أحد طلاب أرسطو، أن الحيوانات لديها عقل أيضا وأنه يعارض أكل اللحوم لأنها تمنعها من الحياة وهذا غير عادل، ولكن رأي ثيوفراستس لم ينجح، وكما كتب ريتشارد سورابجي، فأن الموقف الحالي عن الحيوانات موروث من التقاليد الغربية المسيحية حيث اختاروا التسلسل الهرمي الذي سعى أرسطو للحفاظ عليه.
ذكر توم بوشامب في كتاب كتبه عام 2011 أن أهم وأشمل ما كتب عن طريقة معاملة الحيوانات في العصور القديمة كتبه الفيلسوف الأفلاطونية الحديثة فرفريوس (234-C. 305 م)، في كتابيه «الامتناع عن تناول المواد الغذائية الحيوانية» و«الامتناع عن قتل الحيوانات».

### قرن السابع عشر: اعتبرت الحيوانات كالآلات
القوانين المبكرة لحماية الحيوان في العالم المتحدث باللغة الإنجليزية وفقاً لريتشارد د رايدر Richard D. Ryder فقد أقرّ أول تشريع معروف لحماية الحيوانات في العالم المتحدث بالإنجليزية في أيرلندا في عام 1635م حيث مُنع نزع الصوف من الخراف وربط المحاريث بذيول الخيول مشيراً إلى «القسوة المستخدمة مع البهائم» وفي عام 1641م أقرّت أول مدونة قانونية لحماية الحيوانات في أمريكا الشمالية بواسط مستعمرة خليج ماساسوشتس  وكان دستور المستعمرة مبني على قانون مجموعة الحريات الذي كتبه الكاهن ناثانييل وارد (1578- 1652) وهو محامي إنجليزي ورجل دين بروتستانتي تطهيري وخريج جامعة كامبردج وقد احتوت قائمته aشعائره على الشعيرة رقم 92 وهو: «لا يحق لأي امرءٍ ممارسة أي قسوة تجاه أي بهيمة يقتنيها لاستخدامها». وقد كتب المؤرخ رودريك ناش (1989م) الذي تأثربأفكار رينيه ديسكاريت الأوروبب بونظرته للحيوانات على أنها ببساطة الآلات فإنه من المهم أن الإنجليزيين الجدد وضعوا قانوناً يشير إلى أن الحيوانات ليست آلات عديمة 
وحتى في إتكلترا، أقر التطهيريون تشريعات لحماية الحيواناتز فقد كتبت كاثلين كيت أنه في عام
1645م، قامت حكومة أوليفر كرومويل (1599-1658م)، والتي امتد حكمها من عام 1653م حتى عام 1659م بعد الحرب الأهلية الإنجليزية، بسن قانون رعاية الحيوانات كجزء من قوانين المحميات. ولم يكن كرومويل مناصراً للرياضات العنيفة والتي تستخدم فيها الحيوانات: كرياضة مصارعة الديوك، رمي الديوك (ربط الديوك إلى عصا خشب أو جذع شجرة ومن ثم قذفها بعصي غليظة إلى ان تنتهي اللعبة بموت الديك)، مصارعة الكلاب، ورياضة مصارعة الثيران بنوعيها: استخدام الثور كطعم والتي يتم فيها غرس عمود على الأرض وربط الثور بحبل يتيح له الجري لمسافة 10 أمتار ومن ثم يقوم الهواة بإطلاق كلابهم المدربة على الثور لتنتهي اللعبة بإجهاز الكلاب على الثور)، والجري من الثور (وهي رياضة شهيرة يتم فيها إطلاق الثيران في الشوارع والأحياء لتركض خلف الهواة)، ويقال أن الهدف منها هو تليين لحم تلك الحيوانات. وتقام هذه الرياضات في القرى والبازارات (المعارض) وارتبطت بالبطالة والسكر والقمار. وقد ذكرت كيت أن مذهب البوريتانية (التطهيرية) فسروا سيادة الإنسان على الحيوانات التي ذُكرت في الكتاب المقدس على أنها مسؤولية الإشراف والرعاية لا الملكية. وقد اعتبر الناس أن معارضة هذه الرياضات فيه تدخل مذهب البوريتانية (التطهيرية) في حياة الناس العامة وبناءً على ذلك تم إلغاء قوانين حماية الحيوانات عندما استعاد تشارلز الثاني حكمه في عام 1660م.

### رينيه ديكارت

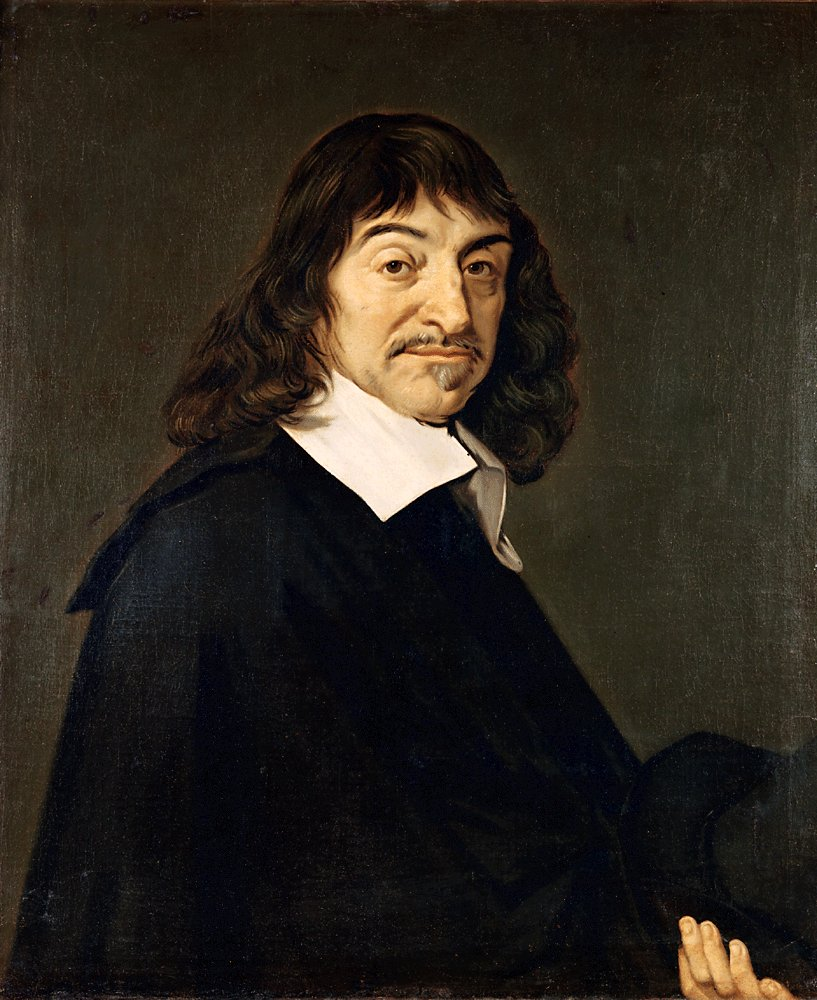
بقي تأثير رينيه ديكارت حول الحيوانات حتى أواخر القرن العشرين.

كان الفيلسوف الفرنسي رينيه ديكارت (1596-1650م) صاحب التأثير الكبير في القرن السابع عشر. كانت تأملاته 1641م مهتمه حول الحيوانات في القرن العشرين. اقترح ديكارت من خلال كتاباته أثناء الثورة العلمية نظرة ميكانيكية للكون والتي تهدف إلى أنه يمكن وصف وتنظير مفاهيم حول العالم من دون الرجوع إلى التجربة الذاتية.
| ”                                | الحيوانات تأكل من دون متعة، تبكي من دون ألم، تكبر من دون أن تعي ذلك، لا ترغب بشيء، لاتخاف من شيء، لا تعرف أي شيء | “ |
| —نيكولاس ماليبرانتشي (1638–1715) | |   |

امتد توجهه الميكانيكي ليشمل موضوع وعي الحيوانات. العقل، عند دديكارت، كان شيئا منفصلا عن الكون المحسوس، ماده منفصلة، كان يربط بين البشر وعقل الإله. الغير بشريين، من جهة أخرى، بالنسبة لديكارت لكنهم لم يكونوا واعيين، قادرين على العذاب، ولم يكن لديهم لغة.

### الرفق بالحيوان كمسئولية لإنسانية

#### جون لوك
على النقيض من الفيلسوف ديكارت، ذكر الفيلسوف البريطاني جون لوك (1632-1704) في كتابه «بعض الأفكار المتعلقة بالتربية» (عام 1693م) أن للحيوانات مشاعر وأن التعامل معهم بقسوة غير ضرورية يعتبر فساد أخلاقي كما أن التعرض للأذى من قبل الحيوانات المتوحشة لا يعطي الحق في القسوة عليهم سواء كانوا مالكي الحيوانات أو أي إنسان يتضرر بسببهم. وفي مناقشته لأهمية منع الأطفال من تعذيب الحيوانات ذكر لوك «أن عادة تعذيب البهائم وقتلهم يزيد من درجات القسوة لديهم تجاه البشر أيضاً».
تبنى جون لوك رأي توما الأكويني (1225-1274) كما كتب البروفيسور بول والدو أن البرهان موجود في الرسالة الأولى إلى أهل كورنثوس حيث ورد في النص (9:9-10) عندما تسائل بولس الرسول قائلاً «هل أن الله اهتم بشأن الثيران؟ ألم يتحدث تماماً لمصلحتنا؟ كانت مخلوقة لمنفعتنا». أما الفلاسفة المسيحيين فقد فسروها بمعنى أن البشر لم يكن لهم مسئولية مباشرة على الحيوانات ولكن مسئوليتهم فقط تكمن في حمايتهم من آثار معاملتهم بقسوة.

#### إيمانويل كانت
الفيلسوف الألماني إيمانويل كانت (1724-1804)، وهو من أتباع الأكويني، عارض فكرة أن للبشر مسئوليات مباشرة تجاه الحيوانات فبالنسبة له القسوة على الحيوانات كانت خطأ فقط لأنها تعتبر شيئاً سيئاً للجنس البشري وقد احتج بكلامه في العام 1785 حيث قال «القسوة على الحيوانات تخالف الفطرة السليمة للإنسان لأنها تميت فيه الإحساس بالشفقة تجاههم وبالتالي فإن الإتجاه الطبيعي وهو الذي يعتبر مفيد جداً في بناء العلاقة الأخلاقية للكائنات البشرية الأخرى سيكون ضعيفاً».
| ”                     | تخيل معي هذه الصورة لكلب فقد سيده وبحث عنه في جميع الطرقات إلى أن وصل إلى المنزل متعباً وقلقاً ليكمل رحلة بحثه في كافة أرجاء المنزل ليجد سيده الذي يحبه في نهاية المطاف بمكتبه ويعبر له عن فرحته بأنين منخفض ورقصة مرح ومداعبة. ثم تخيل أشخاص همجيون يقبضون على هذا الكلب، الذي تفوق على الإنسان بإخلاصه وصداقته، ويربطونه بطاولة لتشريحه حياً ليتمكن الإنسان من رؤية الأوردة المساريقية لتكتشف في نهاية المطاف أن لديه نفس الأعضاء التي لديك! أجبني، أيها الرجل الآلي، هل جردت الطبيعة هذا الكائن من المشاعر والأحاسيس | “ |
| —فوليتير (1694–1778). | |   |

### القرن الثامن عشر: عصر التركيز على الإحاسيس

#### جان جاك روسو

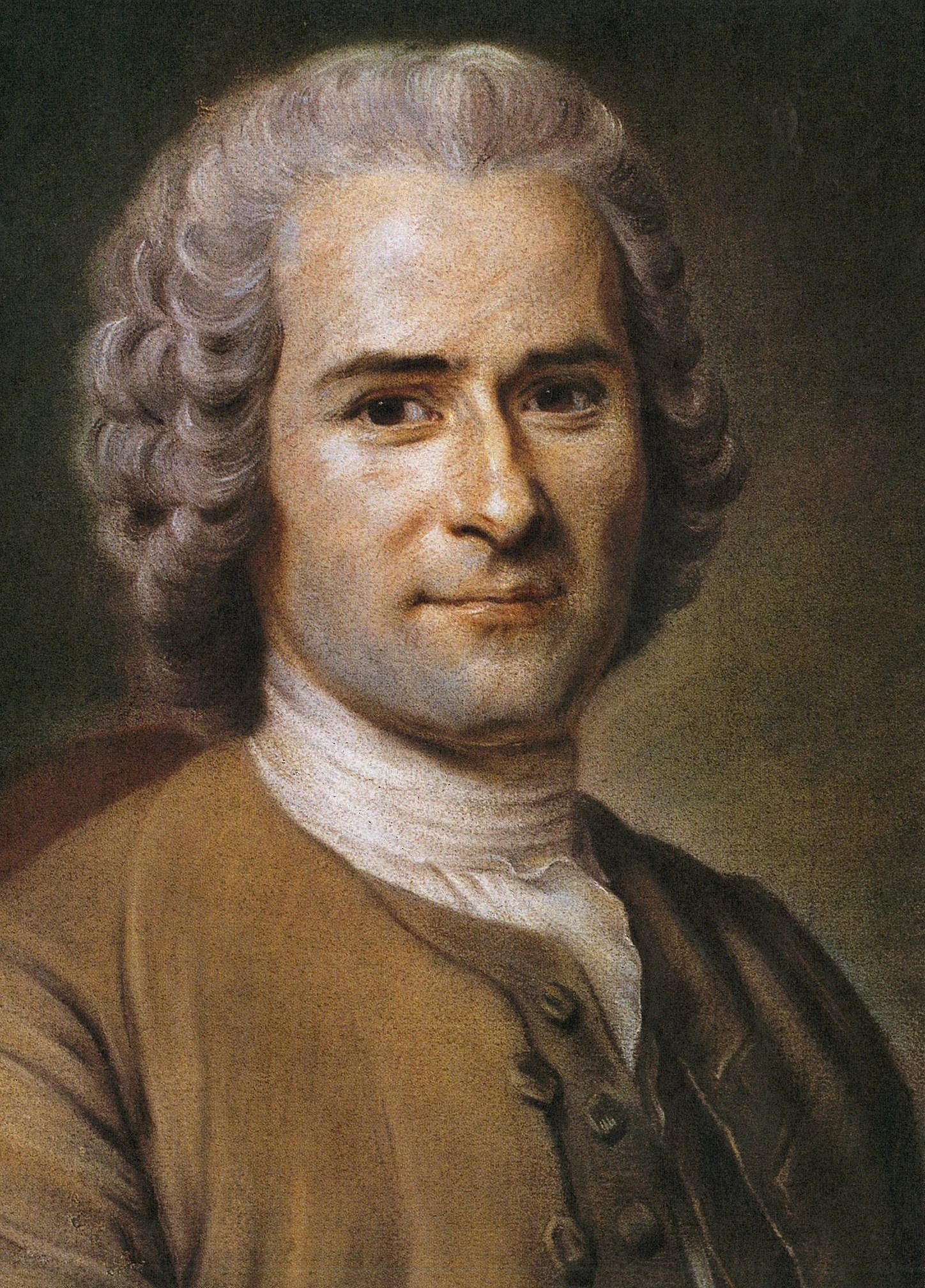
طالب جان جاك روسو بإدراج الحيوانات في قانون الحقوق الطبيعية.

جان جاك روسو (1712-1778) جادل في كتابه «خطاب عدم المساواة» (1754) من أجل إدراج الحيوانات في قانون الطبيعة على أرض الواقع. بواسطة هذه الطريقة أيضاً نضع نهاية للنزاعات المتعلقة بمشاركة الحيوانات في قانون الطبيعة. لتوضيح ذلك، يجري المعوزين من الاذكياء والليبرالين، انهم لا يستطيعون التعرف أو إدراك ذلك القانون، على أي حال، إن في بعض مقياس طبيعتنا، ونتيجة للحساسية مع ماوهبوا، يجب ان يشاركوا في حقوق الطبيعة إذا ذلك النوع معرض لنوع من الطاعة حتى تجاه المتوحشون.
يظهر، حقيقاً، إذا كنت ملزم بأن لا أسبب أي أذى لتابعيني من المخلوقات، هذا قليل وذلك بسبب أنهم عقلانيين من كونهم واعين، وهذه النوعية، تكون شائعه في الرجال والمتوحشون، وجب تسمية الرسالة على الأقل امتياز عدم تعسيف سوء المعام من قبل السابق. في هذه المقالة (1762) هو يشجع الوالدين على ان يحثوا اطفالهم على الحمية النباتية.

#### جيرمي بينثام

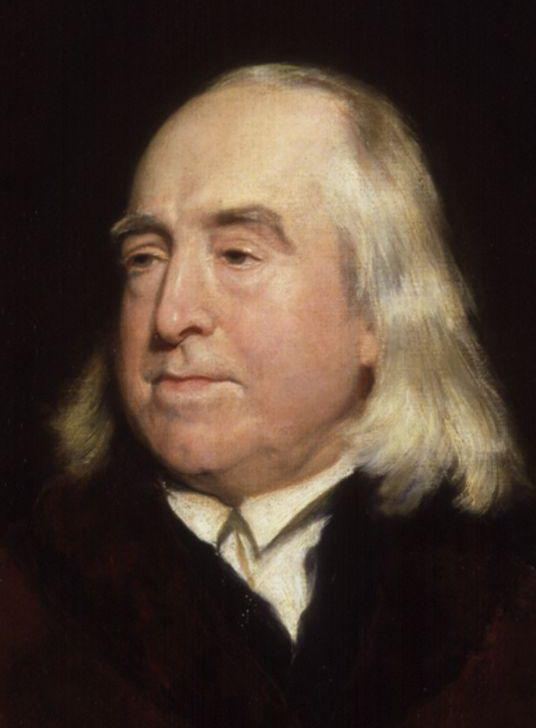
جيرمي بينثام: "سييأتي اليوم الذي سيغطي وشاح الإنسانية كل شيء يتنفس."

بعد مرور أربع سنوات، أحد مؤوسسي مذهب المنفعة الحديث، الفيلسوف الإنجليزي جيرمي بينثام (1748-1832)، بالرغم من معارضته لمفهوم الحقوق الطبيعية، جادل بأن القدرة على المعاناة هي التي من المفترض أن تكون مقياس التعامل مع المخلوقات الأخرى. حسب جداله، فإنه إذا كانت العقلانية هي المعيار، العديد من البشر، من ضمنهم الأطفال الرضع والمعوقين، يجب معاملتهم على أساس أنهم أشياء. هو لم يصل للاستنتاج بأن البشر وغير البشر لهم نفس المغزى الأخلاقي، لكنه ناقش بأن مصلحة غير البشر يجب أن تؤخذ بعين الاعتبار. كتب في عام 1789، مباشرة بعد أن قام الفرنسيون بتحرير العبيد الأفارقة:

### القرن التاسع عشر: ظهور حقوق الحيوان
شهد القرن التاسع عشر ظهور الاهتمام بحماية الحيوان، وخاصة في إنجلترا. يكتب ديبي لييق وسيمون برومان (Debbie Legge and Simon Brooman) بأن الفصول التعليمية أصبحت مهتمة بالمواقف تجاه كبار السن والمحتاجين والأطفال والمجانين. وقد تعدى هذا الاهتمام ليصل إلى غير البشر. قبيل القرن التاسع عشر، كانت هناك محاكمات لمن يعامل الحيوانات بشكل سيئ، ولكنه كان فقط بسبب الضرر للحيوانات على اعتبار أنها ملك. في عام 1793 على سبيل المثال، لم يكن جون كورنيش (John Cornish) مذنباً بتشويه الحصان بعد سحب لسانه خارجاً، فقد حكم القاضي بأن كورنيش من الممكن أن يكون مذنبا فقط إذا كان هناك دليل على الأذى المتعمد إزاء المالك.
منذ عام 1800 وصاعدا، كانت هناك عدة محاولات في إنجلترا لاستحداث تشريعات لحماية الحيوان. كان أول مشروع قانون لمكافحة اصطياد الثور الذي طرح في أبريل 1800 من قبل الإسكتلندي MP، السير وليام في Pulteney (1729-1805). وقد عارض ذلك في عدة أمور اعتبارا أنه كان من درجة مكافحة العمل، وهزم بفارق صوتين. تم إجراء محاولة أخرى في عام 1802، وهذه المرة تعارض من قبل الأمين في الحرب، وليام ويندهام (1750-1810)، الذي قال ان المشروع كان مدعوما من قبل قانون الميثوديون واليعاقبة الذين يرغبون في «تدمير الطابع الإنجليزي القديم، من خلال إلغاء جميع الرياضة الريفية. في 1809، قدم اللورد أرسكين (سي 1746-1828) مشروع قانون لحماية قطعان الماشية والخيول من اصابة الخبيثة والوحشية، والضرب. وقال لمجلس اللورد أن حماية الحيوانات تعتبر حماية ملكية فقط:» ليست لديهم حقوق وأن العيب في القانون الذي أسعى إلى تصحيحه". "تم تمرير مشروع القانون من قبل مجلس اللورد، ولكن كان معارضا في مجلس العموم من قبل ويندهام، الذي قال انه سيستخدم ضد«أوامراقل» حين انالجاني الحقيقي.

#### قانون مارتن

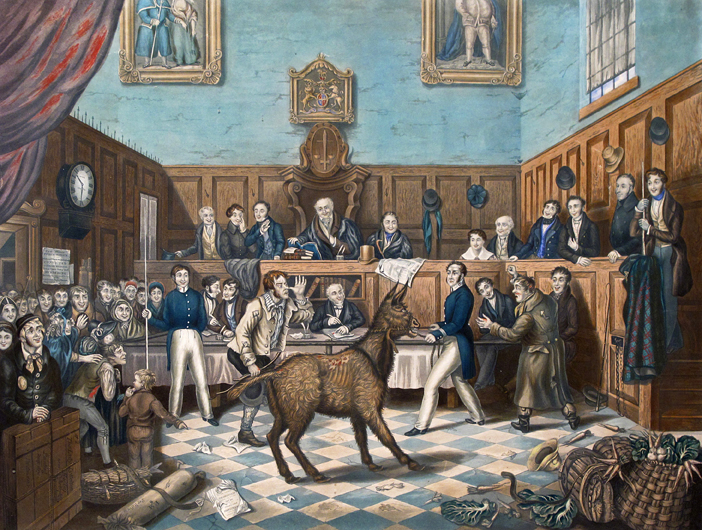
محاكمة بيل بورنز

في عام 1821م، عرض كولونيل ريتشارد مارتن (1754م-1834م)، أحد أعضاء البرلمان في مدينة جالواي في ايرلندا، مشروع قانون معاملة الخيول الذي قوبل باستهزاء وسخرية من قبل مجلس العموم البريطاني الذي رد عليه ساخراً بأنه سيطالب بحقوق للحمير والكلاب والقطط بعد ذلك. نجح مارتن الذي لقبه جورج الرابع بـ «ديك الإنسانية» في عام 1822م بالحصول على موافقة على «قانون سوء معاملة الخيول والماشية» أو «قانون مارتن» - كما أصبح معروفاً فيما بعد - الذي يعتبر من أول القوانين التي صدرت لغرض حماية الحيوان في العالم. وقد حصل القانون على الموافقة الملكية في 22 يونيو 1822م لمنع سوء معاملة أي حصان، أو فرس، أو بغل، أو حمار، أو ثور، أو بقر، أو غنم أو غيرها من المواشي وأصبحت القسوة اتجاههم مخالفة يُعاقب عليها إما بغرامات تصل إلى 5 جنيه أو السجن لمدة شهرين.
يعتقد ليجي وبرومان أن نجاح القانون اعتمد على شخصية «ديك الإنسانية» الذي كان قادراً على تجاهل سخرية مجلس العموم البريطاني منه وجذب انتباههم بروح الفكاهة التي كان يتحلى بها. وقد ساهم مارتن بنفسه بأول محاكمة بموجب القانون وذلك بعد أن أمر باعتقال بيل بيرنز - بائع فواكه متجول - لضربه حماراً، وعرض جراحه أمام الحضور الذين بدت عليهم الدهشة مما رأوه. وتم تغريم بيرنز، وتداولت الجرائد وقاعات الموسيقى النكت حول اعتماد مارتن على شهادة حمار.
امتثلت الدول الأخرى للدعوى القضائية حول تمرير التشريعات وخلق القرارات التي تخدم وتحمي الحيوانات، حيث حكمت محاكم نيويورك في عام 1822 أن الوحشية والقسوة ضد الحيوانات تعتبر جريمة في القانون العام. وفي فرنسا عام 1850 نجح جاك فيليب دلما دي غرامون في تمرير قانون غرامون Loi Grammont الذي يحظر ويحرم القسوة ضد الحيوانات الأليفة ويعتبرها خروج عن القانون، مما أدى إلى سنوات من الجدالات حول الثيران وإمكانية اعتبارها من الحيوانات الأليفة وذلك من أجل حظر سباقات مصارعة الثيران. ثم تبعت ذلك القرار كل من ولاية واشنطن عام 1859، ونيويورك في 1866، وكاليفورنيا في 1868 ثم فلوريدا عام 1889. وفي إنجلترا طالت سلسلة من التحسينات قانون عام 1822 حيث أصبح يسمى قانون القسوة مع الحيوانات في 1835 ويتضمن حظر سباقات صراع الديكة والكلاب أو استخدام الحيوانات كطعم، وأُتبع القانون بتحسينات أخرى عام 1849 ثم أخرى عام 1876.
| ”                                                                   | لو كنت أملك حماراً رفض الذهاب ... هل تعتقد أني (سأ)؟ لا لا لا !... أن أكون لطيفاً يعني أن أحاول (كما ترى)، لأني أكره القساوة بكل أشكالها... في الحقيقة، لو كان الناس كلهم مثلي، لن تكون هناك مناسبة لقانون مارتن. | “ |
| —موسيقى أغنية القاعة مستوحاة من محاكمة بيل بيرنز لقسوته على الحمار. | |   |

#### جمعية حماية الحيوان من سوء المعاملة
سرعان ما أدرك ريتشارد مارتن أن القضاة لم يأخذوا قانون مارتن على محمل الجد ولم يطبقوه بطريقة موثوقة. لذا قرر عدد من أعضاء البرلمان تشكيل جمعية لغرض المحاكمة بموجب هذا القانون. ونظم القس أرثر بروم - الذي كان ملتحقاً في الماضي بجامعة باليول بأكسفورد وعين مؤخراً كاهناً لحي بروملي - لقاء في مقهى أولد سلاوترز الواقع في حي سانت مارتن وهو عبارة عن مقهى لندني يرتاده الفنانون والممثلون. والتقت المجموعة في 16 يونيو 1824 م وشملت عدداً من أعضاء البرلمان: ريتشارد مارتن، والسير جيمس ماكنتوش (1765 م -1832 م)، والسير توماس بوكستون (1786 م -1845 م)، ووليام ويلبرفورس (1759 م -1833 م)، والسير جيمس غراهام (1792 م-1861 م) وهو عضو سابق انتخب مرة أخرى في عام 1826 م. وقرروا تشكيل «جمعية غرضها منع سوء معاملة الحيوانات» عرفت بجمعية منع سوء معاملة الحيوانات. وقامت الجمعية بإرسال أشخاص لتفقد المسالخ وسوق سميثفيلد الذي يتم فيه بيع المواشي منذ القرن العاشر، ومراقبة معاملة الحوذيون للخيول. أصبحت الجمعية جمعية ملكة في عام 1840 م عندما تم منحها الميثاق الملكي من قبل الملكة فيكتوريا التي كانت معارضة بشدة لظاهرة تشريح الحيوانات الحية.
منذ عام 1824م، نُشرت العديد من الكتب التي تناولت حقوق الحيوانات وليس طرق حمايتها فقط، فقد نشر لويس كومبرتز (1783م/ 1784م - 1865م) - أحد الذين حضروا اللقاء الأول لجمعية منع سوء معاملة الحيوانات - كتاب «تساؤلات أخلاقية عن وضعية الإنسان والبهائم»  في عام 1824م وذكر فيه أن الكائنات البشرية وغير البشرية لديها الحق باستعمال جسدها أكثر من أي كائن آخر، وواجبنا بتعزيز السعادة من المفترض أن يشمل جميع الكائنات الحية بالتساوي. وقد ذكر ادوارد نيكولسون، مدير مكتبة بودلين في جامعة اكسفورد، في كتابه حقوق الحيوان (1879م) أن للحيوانات نفس الحق الطبيعي الذي يتمتع به الإنسان للحياة والحرية، معترضاً على نظرية ديكارتس الآلية أو ما أسماه بـ «الثعبان الديكارتي» التي تدعي افتقار الحيوانات للوعي والإدراك. وهناك العديد من الكتاب الذين بحثوا في حقوق الحيوان الطبيعية والأخلاقية ومنهم إدوارد بايسون ايفانز (1831م-1917م)، وجون موير (1838م-1914م)، وعالم الحيوانات الأمريكي ومؤلف كتاب القرابة العالمية (1906م) وكتاب الأخلاقيات الجديدة (1907م) جاي هاورد مور (1862م-1916م).
تعيين لجنة لمراقبة نشر المساحات، التوعية، ووسائط مماثلة للتأثير على الرأي العام متضمنة رجال نبلاء:
السيد  جيمس ماكنتوش المحترم. ويليام ويلبرفورس المحترم. باسيل مونتاغو  المبجل، المحترم آي بروم، المبجل جي بونر، جي آي هاتش، آي إي كندال ، المحترم لويس غومبرتر، المحترم ويليام مودفورد، المحترم الدكتور هندرسون.
وقرر أيضاً تعيين لجنة لاعتماد تدابير تفتيش على الأسواق وشوارع المدينة، في المسالخ، سلوك راكبي الحيوانات [الحوذيين].... إلخ، متضمنة عدد من الرجال:

##### آرثر شوبنهاور

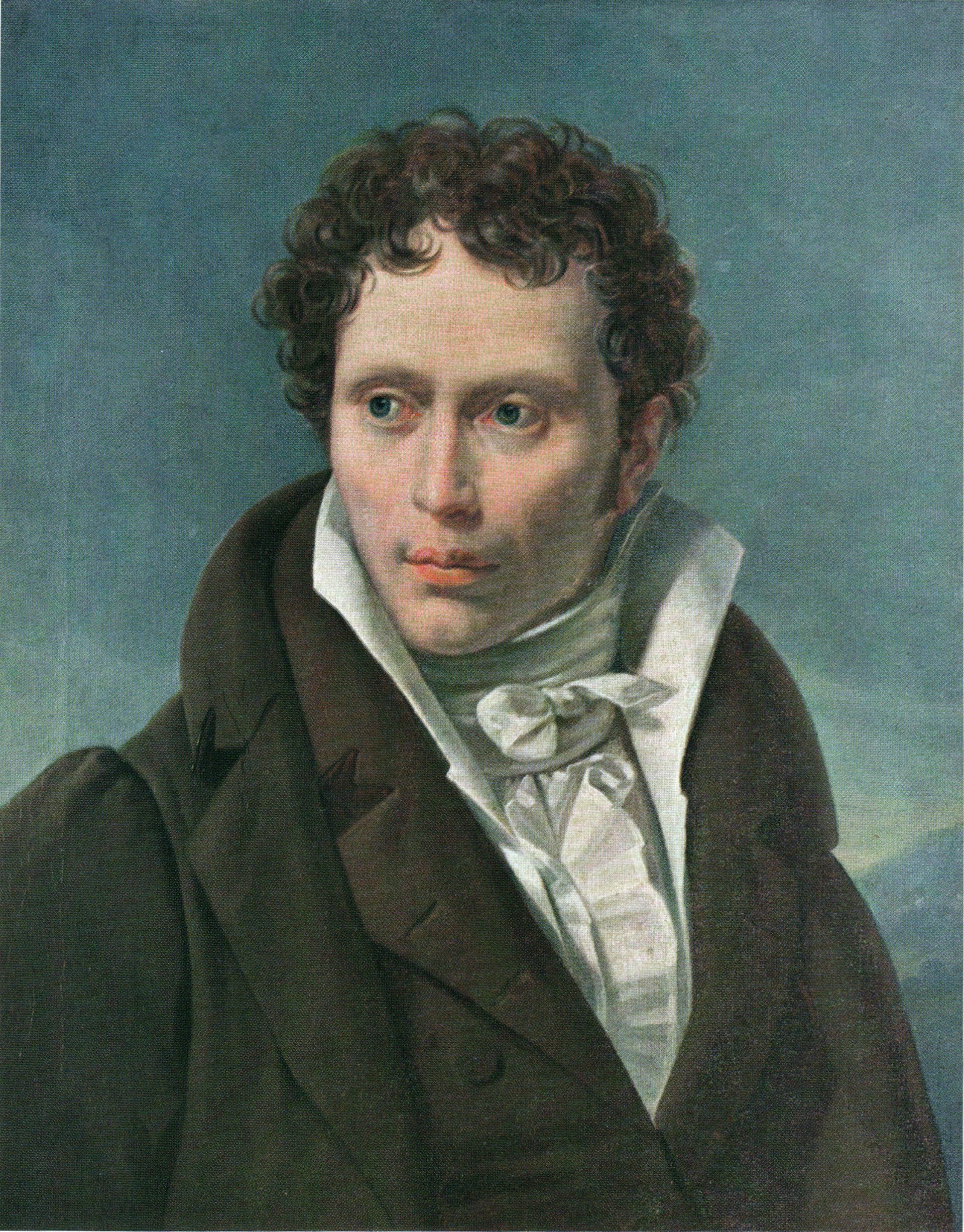
لقد اعتبر شوبنهايمر أن الإعتقاد بأن المأسي هي خطاء لأنها تسئ إلى الإنسان هو اعتقاد مقيت.

وأيد بشدة تطوير مفهوم حقوق الحيوان في إنكلترا، الفيلسوف الألماني آرثر شوبنهاور (1788–1860) وكتب أن الأوروبيين كانوا «الصحوة أكثر وأكثر إلى إحساس بأن البهائم لها حقوق، وفي نسبة كفكرة غريبة يجري التغلب عليها تدريجيا، وتجاوزت، أن المملكة الحيوانية إلى حيز الوجود للمنفعة ومتعة الرجل فقط.» توقفت الدعوة النباتية النظرية قصيرا، بحجة ذلك، طويل جدا كموت الحيوان كلن سريع. الرجال سيعانون كثيرا بأنه لا يأكل. مع ذلك أشاد بحركة حماية الحيوان في إنجلترا للشرف ثم الإنجليز. قال ذلك هؤلاء الناس الأولون الذين لديهم، بصراحة إخلاص ممتد. ذراع القانون لحماية الحيوانات هو أيضا جادل ضد فكرة دوماننت كانداين بأن القسوة على الحيوان خطأ فقط بقدر ما يعامل بوحشية البشر وهكذا، لأن أخلاق المسيحية تجعل الحيوانات دون اعتبار... حُظرت مرة في الأخلاق الفلسفية؛ أنها مجرد «أشياء»، مجرد وسيلة لأي نهايات أيًا كانت، وبالتالي يمكن أن تستخدم للتشريح والصيد، والتعقب ومصارعة الثيران وسباق الخيل، ويمكن جلدها حتى الموت وهي تكافح جنباً إلى جنب في جر عربات ثقيلة من الحجر. عار على مثل هذه الأخلاق التي تستحق أن تكون منبوذة. وهذا يؤدي إلى الفشل في التعرف على جوهر الخلود الموجود في كل كائن حي.REFF

#### تشارلز داروين
كتب جيمس راشيل أن تشارلز داروين (1809-1882) ذكر في كتابه "في أصل الأنواع" (1859)، الذي قدم نظرية التطور عن طريق الإنتقاء الطبيعي، ثورة في الطريقة التي ينظر إليها البشر في علاقاتهم مع الآخرين. جادل داروين بأنه ليس لدى البشر قرابة مباشرة فقط مع الحيوانات، بينما أصبح لديهم مؤخراً حياة اجتماعية وعقلية ومعنوية. وكتب في مذكراته (1837): "الحيوانات _ التي جعلناها عبيدا لدينا ولا نرغب في اعتبارها مساوية لنا. ولا يرغب المستعبدون أن يجعل الرجل الأسود نوعا آخر؟". وقد جادل لاحقا في نزول الرجل (1871) قائلا:" إنه لا يوجد فرق جوهري بين الإنسان والثديات العليا في قدراتهم الذهنية، ناسبا إلى الحيوانات قوة العقل ، وصنع القرار، والذاكرة، والعاطفة والخيال.
راشيل يكتب أن داروين لاحظ الآثار الأخلاقية من أوجه التشابه المعرفي، بحجة أن "الإنسانية إلى الحيوانات الدنيا" كان واحدا من "أنبل الفضائل التي وهبت للرجل." وكان يعارض بشدة أي نوع من أنواع القسوة على الحيوانات، بما فيها إعداد الأفخاخ. وكتب في رسالة أنه يؤيد التشريح فقط لغرض دراسة علم وظائف الأعضاء، ولكن ليس لمجرد الفضول الفظيع والمقيت وهو الموضوع الذي يجعلني أشعر بالغثيان من الرعب... ". في عام 1875 قال في شهادته أمام لجنة ملكية: لا للتشريح، وقام بالضغط من أجل مشروع قانون لحماية كل من الحيوانات المستخدمة في تشريح الأحياء، ودراسة علم وظائف الأعضاء. راشيل يكتب أن المدافعين عن حقوق الحيوان من اليوم، مثل فرانسيس باور لا يرى داروين كحليف.

#### فريدريش نيشتيه

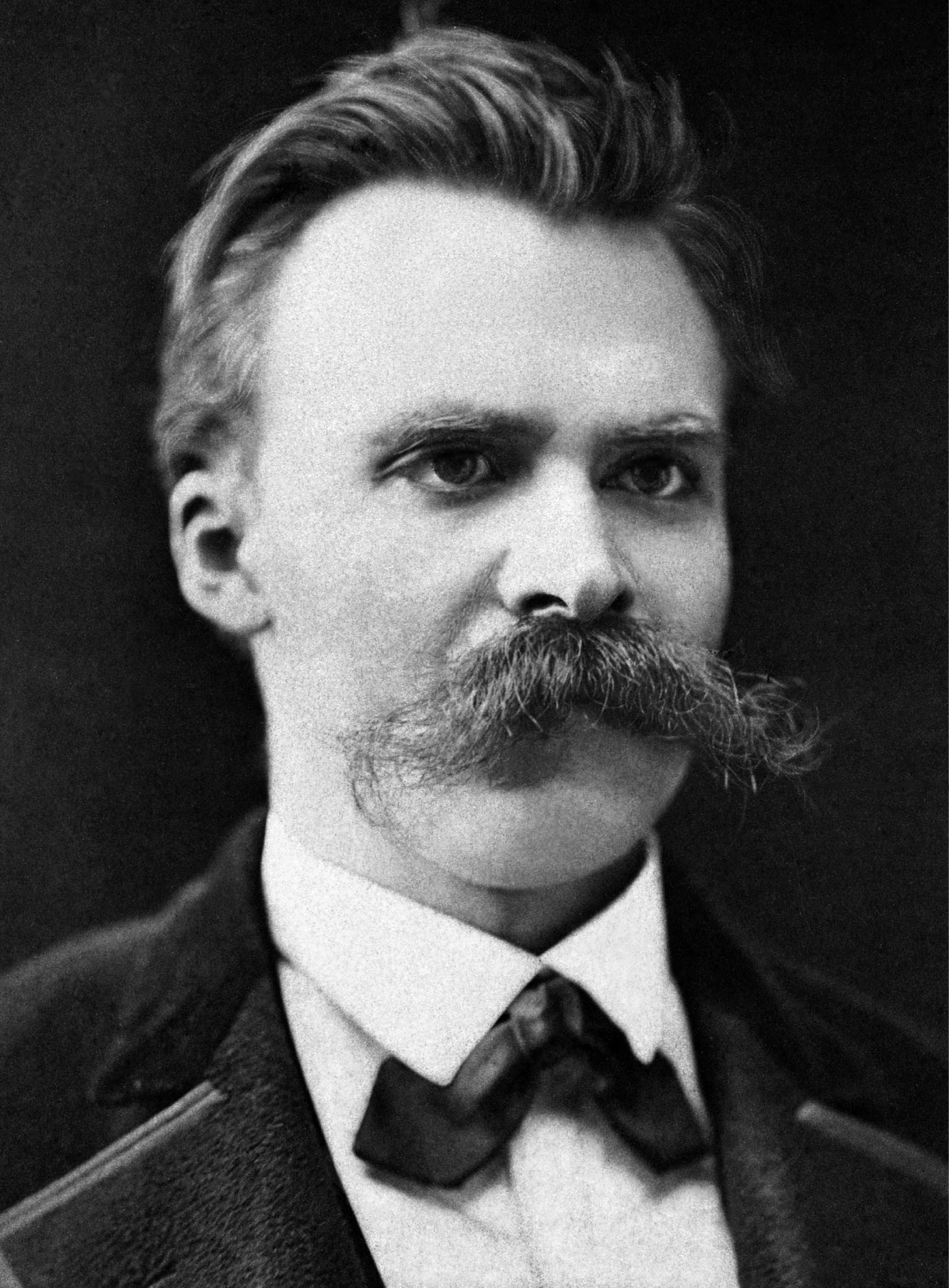
نيتشته

تجنبا للنفعية، وجد فريدرش نيشتيه أسبابا أخرى للدفاع عن الحيوانات، وقد جادل أن: «معاناة بصيرة الأعمى هي ربيع أعمق المشاعر.» كما كتب مرة: «الإنسان أقسى الحيوانات، ففي مصارعات الثيران المأساوية and crucifixions hath كان الأسعد على الأرض، وعندما اخترع جحيمه اعتبرها الجنة في الأرض.» وقد وصف الإنسان بالحيوان خلال كتاباته.

#### جمعية منع العنف بالحيوان الأميركية

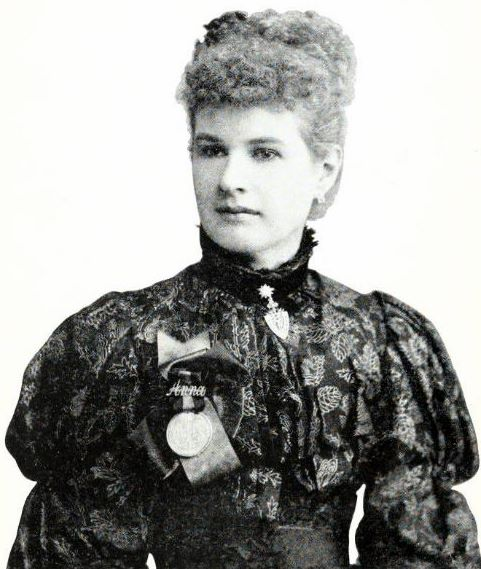
أنا كينغسفورد، أول من دعي للنباتية في كتابها" "الحمية النياتية الكاملة" بعد تحرجها من كلية الطب.

أسست الجمعية الأمريكية لمنع العنف ضد الحيوان (بالإنجليزية: ASPCA، أسبيسيأي) كأول جمعية لحماية الحيوان في الولايات المتحدة ، قام بإنشائها هنري بيرغ في أبريل/نيسان 1866م. كان بيرغ قد تم تعيينه من قِبل الرئيس الأميركي إبراهام لينكولن في منصبٍ دبلوماسي في روسيا، وكان قد أزعجه سوء معاملة الحيوانات هناك. تحدث مع رئيس (RSPCA) في لندن وعاد إلى الولايات المتحدة لمناهضة مصارعة الثيران، قتال الديكة وضرب الخيول. قام بإنشاء إعلان حقوق الحيوان وفي عام 1866 م قام بإقناع المجلس التشريعي لولاية نيويورك للموافقة على تشريع مكافحة الوحشية ضد الحيوان ومنح «أسبيسيأي» السلطة لتنفيذ ذلك.
في عام 1875 م، أسس العالم الايرلندي فرانسيس باور كوبي (1822-1904م) جمعية حماية الحيوان من التشريح التي عرفت فيما بعد بالجمعية الوطنية لمكافحة التشريح وهي أول منظمة معارضة لإجراء الأبحاث على الحيوانات. وفي عام 1880م، أصبحت الناشطة النسوية الإنجليزية آن كينجسفورد (1846 م -1888 م) واحدة من أوائل النساء الإنجليزيات المتخرجات من قسم الطب بعد أن حصلت على شهادتها في باريس وكانت الطالبة الوحيدة التي حصلت عليها بدون إجراء التجارب على الحيوانات. وقامت بنشر الطريقة المثالية للحمية الغذائية (1881 م) داعية إلى النظام الغذائي النباتي وفي العام نفسه أنشأت جمعية الإصلاح الغذائي. وكانت أيضا ناشطة في معارضة التجارب على الحيوان. وفي عام 1898 م، أسس كوبي الاتحاد البريطاني لإلغاء التشريح، الذي قامت به حملة ضد استعمال الكلاب في التجارب. واقتربت الحملة من نجاحها مع مشروع قانون حماية كلاب في عام 1919 م والذي كان على وشك أن يصبح قانوناً.
كتب رايدر أنه مع زيادة الاهتمام في حماية الحيوان في نهايات 1890 م بدأت تقسو مواقف العلماء تجاه الحيوانات. وكانوا قد تبنوا فكرة أن التأنيس، أي إسناد الصفات الإنسانية إلى غير البشر، أمر غير علمي. في عام 1927 م، كتب إيفان بافلوف «يجب النظر إلى الحيوانات على أنها كيانات الفسيولوجية فقط من دون اللجوء إلى تخمينات خيالية لأي حالات ذاتية - عاطفية - محتملة». وهذا أعادنا إلى رأي ديكارت في القرن السابع عشر حيث قال أن غير البشر حياتهم آلية تماماً من دون أي وعي أو إدراك.

#### جون ستيوارد ميل
ذكر الفيلسوف الإنجليزي جون ستيورات ميل (1806م-1873)، أن مذهب المنفعة يجب أن يأخذ الحيوانات بعين الاعتبار، وكتب في عام 1864م: [التاريخ بحاجة إلى تحقق] "لا شئ منتشر عالمياً أو طبيعي أكثر للإنسان، أو إلى حد معين الزراعة من اعتبار متع وآلام الأخرين مهمة بقدر تشابههم لأنفسنا...مع أن معظم الممارسات تسبب ألم أكثر للحيوانات من متع للإنسان؛ هل تلك الممارسة أخلاقية أو لا أخلاقية؟ وإذا بالضبط في النسبة لكائنات الإنسان يجب رفع رؤوسهم خارج مستنقع الأنانية. هؤلاء ليس مع إجابة صوت واحد "لاأخلاقي" دع الأخلاقيه مبدأ المنفعة لكل مدان.

#### هنري سالت
في عام 1894، حصل هنري سولت (1851-1939)، على درجة الماجستير سابقا في مدرسة إيتون، اقامت الجامعة الإنسانية من أجل فرض حظر على الصيد في العام قبل الماضي، حقوق الحيوانات: النظر فيها لتحقيق التقدم الاجتماعي. وكتب ان الهدف من المقال هو «تعيين مبدأ حقوق الحيوانات على أساس ثابت وواضح». التنازلات لمطالب الحيوانية القطعية قد تحققت بتذمر حتى الآن، وقال إنه كتب، العين على مصالح الحيوانات والملكية وليس كأصحاب حقوق:

### قضية الكلاب البنية، ليزي ليند آف هاجبي

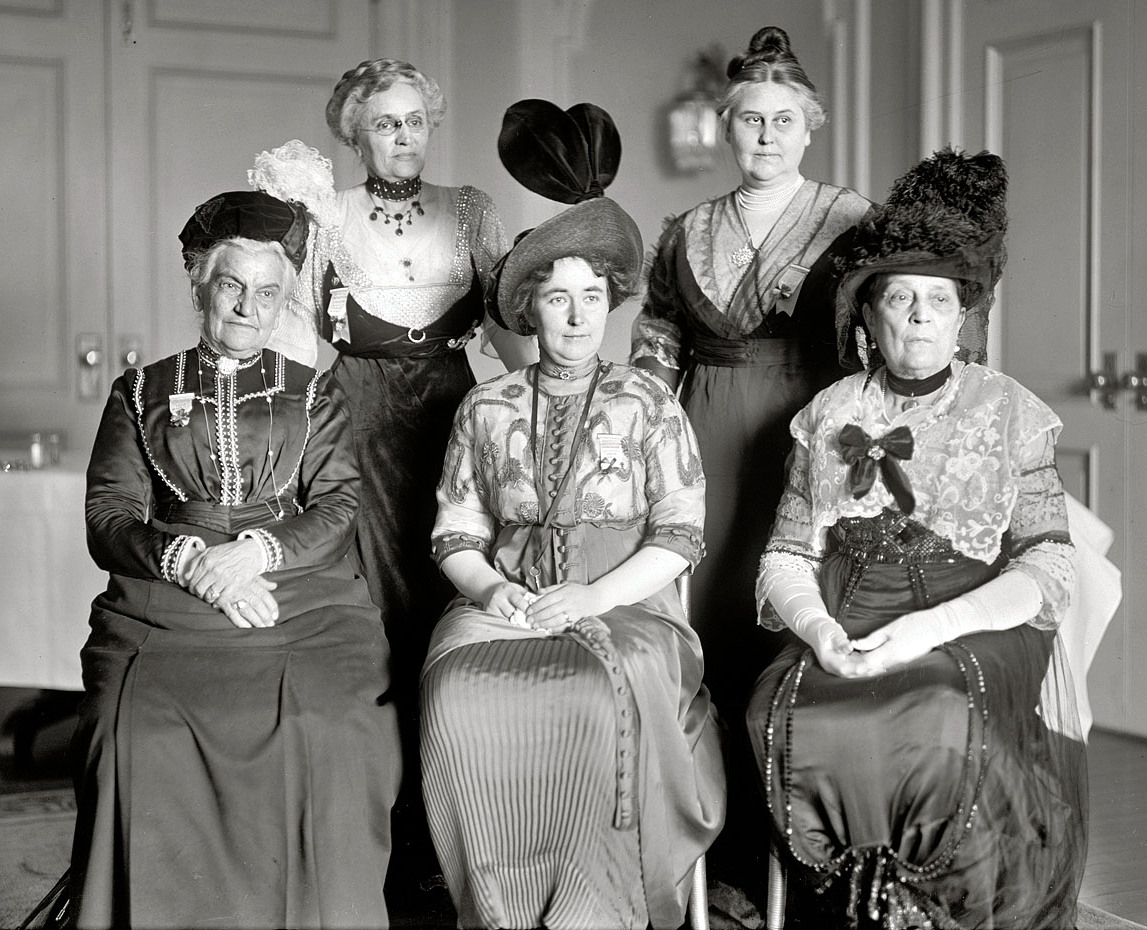
ليزي ليند آف هاجبي (جالسة في الوسط) في عام 1913م

في عام 1902م ليزي ليند آف هاجبي (1963-1878م) سويدية تدعو للمساواة، وصديقة، سافرت ليزا شارتو إلى إنجلترا لدراسة الطب في كلية لندن للطب النسائي لتتعلم ما يكفي ليُعتمد عليها في الحملات المناهضة لتشريح الحيوانات، وفي سياق دراستهم أجروا العديد من التجارب على الحيوانات ودونوا التفاصيل كـ (مجزرة العلوم : مقطتفات من يوميات طالبين في علم وظائف الأعضاء (1903))، حين تضمنت تلك الادعاءات أنهم رأوا عملية تشريح من النوع النشيط وهو في مرحلة الوعي، وهو الأمر الذي أدى إلى غضب ورفض شديد من قبل الباحث ويليام بيليس وزملاؤه. وبعد اتهام الجمعية الوطنية لمكافحة التشريح بمعية ستيفن كوليريدج لويليام بيليس بانتهاكه قانون القسوة على الحيوانات عام 1876م، رفع دعوى قضائية ضد بيليس وربحها بإقناعه للمحكمة بأن هذا الحيوان كان مخدراً كما هو موجب في القانون.
وورد في الجواب اعتماد الحملات ضد التشريح لجسم الكلب لنصبه في ساحة باتريسيا في عام 1906م مع لوح كُتب عليه «رجال ونساء إنجلترا، متى ستكون هذه الأشياء ؟»، أثار التمثال الغضب بين طلاب الطب وأدى إلى تخريب التمثال بشكل متكرر والحاجة لحراسة الشرطة له على مدار 24 ساعة، وقد بلغت هذه القضية ذروتها أثناء الاضطرابات والثورات في عام 1907م عندما وقعت مواجهات بين 1000 طالب من طلاب الطب واتحاد الشرطة والتُجار والجمعيات المنادية بمنح المرأة حق الانتخاب
في ميدان ترافلغار، بعد عامين نقل مجلس باتريسيا التمثال من الساحة تحت جنح الظلام، وقد كتب كلاً من كورال لانسبوري (1985م) وهيلدا كيان (1998م) أن أهمية هذه القضية تكمن في العلاقات التي تشكلت من دعم «تحرير الكلب البني حتى الموت»، والتي أصبحت فيما بعد رمزاً لاضطهاد حركة حق المرأة بالاقتراع على أيدي السياسة الذكورية والمؤسسة الطبية، وقد قالت كيان بأن كلا الجانبين ينظران لأنفسهما بأنهما ورثة المستقبل، ورأى الطلاب أن النساء والاتحاد التجاري هم الممثلين للعاطفية ضد العلم، وبينما يرين النساء أنفسهن متقدمات ومتحررات مع الطلاب وأساتذتهم الذين ينتمون لعصر سابق.

#### تطور النباتية
أعضاء جمعية النباتيين الإنجليزيين الذين اجتنبوا البيض وحليب الأنعام في القرن التاسع عشر وبداية القرن العشرين عرفوا باسم النباتيين الصارمين. كتب أحد أعضاء اتحاد النباتيين العالمي مقالاً في مجلة المجتمع النباتي في عام 1851م عن بدائل لجلود الحيوانات المستخدمة في الأحذية كدليل لوجود مجموعة من الناس مستعدين للتخلي عن جميع منتجات الحيوانات. كانت هناك عوائق واجهها المجتمع النباتي في بداية القرن العشرين عن استهلاك البيض والحليب. وفي عام 1923م كتبت المجلة أن الصورة المثالية للفرد النباتي هي الابتعاد تماماً عن منتجات الحيوان. وفي عام 1931م قبل اجتماع في لندن للمجتمع النباتي أدرج ماهاتما غاندي أن فكرة النباتية يجب أن تُتَّبع لأنها لا تعني منع الإنسان من منتجات الحيوان لأجل صحته فقط، وإنما لتوفير الأفضل للحيوان أيضاً. قابل غاندي هنري سولت (Henry Salt) وآنا كينجسفورد (Anna Kingsford) وقرأ التماس سولت للنباتية عام 1880م. إذ ذكر سولت في كتيبه : أن المجتمع الطبيعي يعتبر الشخص النباتي أفضل قليلاً من أي رجل مجنون. وفي عام 1944م قرر بعض النباتيين بقيادة دونالد واتسون (Donald Watson) أن يخرجوا عن صرامة النباتيين اتجاه البيض والحليب على أن لا تشمل حميتهم منتجات حيوانية. وأنشئوا مجتمع نباتيين خاص بهم في الأول من نوفمبر من نفس العام وسمي بـالمجتمع البريطاني للنباتيين.

#### قانون حماية الحيوان عند النازيين
عندما جاء إلى السلطة في كانون الثاني/يناير 1933، أصدر «الحزب النازي» مجموعة شاملة من قوانين حماية الحيوان. وكانت القوانين مشابهة لتلك الموجودة في إنكلترا، على الرغم من أنها كانت أكثر تفصيلاً، وفرضت معها عقوبات شديدة على من يخالفها. أرنولد أرلوكي وبريا ساكس كتبا بأن النازيين حاولوا إلغاء التمييز بين البشر والحيوانات، ولكن ليس بمعاملة الحيوانات كالبشر، ولكن بمعاملة البشر كحيوانات. كاثلين كيت كتبت بأن هذا كان من أسوأ الأجوبة الممكنة على السؤال كيف ينبغي أن تكون علاقتنا مع الكائنات الأخرى.
سنّ النازيون في شهر أبريل من عام 1933 قوانيناً تنظم ذبح الحيوانات وكان أحد أهدافها تقنين الذبح الموافق للشريعة اليهودية. وفي نوفمبر قُدّم «التيرشتزقيستز Tierschutzgesetz» أو «قانون حماية: الحيوان» مع إعلان أدولف هتلر نهاية القسوة على الحيوان («في ألمانيا الجديدة لن يسمح بالمزيد من القسوة على الحيوان»). وتَلى ذلك في شهر يوليو من عام 1934 حضْر الصيد بحسب «قانون الرايخ للصيد» (بالألمانية: Reichsjagdgesetz، تلفظ:الرايتشسجيجدقيستز)، وفي يوليو من عام 1935 تم سن التشريعات البيئية (بالألمانية: Naturschutzgesetz، تلفظ الناتشرزشتزقيستز)، وفي نوفمبر من عام 1937 صدر قانون لتنظيم نقل الحيوانات في السيارات، وفي سبتمبر من عام 1938 صدر قانون مماثل حول التعامل مع الحيوانات في القطارات. العديد من كبار النازيين، ومنهم هتلر ورودولف هيس وجوزيف غوبلز وهاينريش هيملر تبنوا شكلاً من أشكال النظرية النباتية، على الرغم أن معظمها لم تكن صارمة.
قبل تطبيق قانون حماية الحيوان بفترة قصيرة تم حظر عمليات التشريح أولا ثم سمحت لكن بقيود. كما أن أبحاث الحيوان كانت تُرى كجزء من «العلوم اليهودية» وكطب «للمعولمين»، دلالة على العقل الآلي الذي يرى الطبيعة كشيء تجب السيطرة عليه أكثر من احترامه. وكان هيرمان قورينق هو أول من أعلن الحظر في 16 أغسطس من عام 1933، ولكن طبيب هتلر الشخصي الدكتور موريل أقنع هتلر أن هذا ليس من اهتمام الأبحاث الألمانية وتحديدا أبحاث الدفاع. وبعد ثلاثة أسابيع رُوجع الحظر حين أُعلنت ثمانية شروط حول إمكانية إجراء أي فحوصات للحيوان مع النظر إلى الحد من الألم والتجارب غير الضرورية. وقد أُعطيت حصانة خاصة لكلٍ من القرود والثدييات والأحصنة والكلاب ولكن ليس للأفراد. وبرر إلغاء المنع بالتعليق: «أنه من الضروري في بعض الحالات بفداء عضو من أجل خلاص كل الجسد».
أجريت التجارب الطبية فيما بعد على اليهود وأطفال الروما في المخيمات، لا سيما في أوشفيتز بواسطة الدكتور جوزيف منغلي، وعلى الآخرين الذين يعتبرون أقل شأناً، بما في ذلك أسرى الحرب. لأن human subjects والذين كثيرا ما يكونون في حالة صحية سيئة، يخشى الباحثون أن نتائج التجارب مخيبة، وقد تكررت التجارب على البشر حتى على الحيوانات. الدكتور هانز ناتشثيم، على سبيل المثال، عالج مسببات الصرع اللتي تصيب البشر البالغين والأطفال دون إرادتهم عن طريق حقنهم بالكارديازول، ثم تكرار التجارب على الأرانب للتحقق من النتائج.

##### زيادة استخدام الحيوان
على الرغم من انتشار تشريعات حماية الحيوان إلاّ أن الحيوانات لازالت لا تملك أي حقوق قانونية. وكتب ديبي ليق أن التشريعات القائمة كانت مرتبطة كثيرًا بفكرة مصالح الإنسان سواء بحماية مشاعر الإنسان من خلال حظْر القسوة أو حماية حقوق الملكية بالتأكد من أن الحيوانات لم تكن مُتلَفه. فعلى سبيل المثال الإستغلال المفرط لمخزونات الصيد يُنظر إليه على أنه يُضر ببيئة الناس، وصيد الحيوانات حتى تنقرض يعني أن البشر في المستقبل لن تستمد أي متعة منها، والصيد غير المشروع يؤدي إلى خسارة مالية للمالك، وهكذا. وعلى الرغم من الاهتمام بمجال الرفق بالحيوان في القرن الماضي، إلا أن الوضع بالنسبة للحيوانات تدهور في القرن العشرين ولا سيما بعد الحرب العالمية الثانية. وكان هذا جزء في سبب زيادة أعداد الحيوانات المستخدمة في الأبحاث - 300 في المملكة المتحدة في عام 1875 و 19084 في عام 1903 و 2.8 مليون في عام 2005 (من 50 إلى 100 مليون في جميع أنحاء العالم) ومجموعة تقديرية سنوية حديثة بِـ 10 ملايين دولار لتصل إلى أكثر من 100 مليون في الولايات المتحدة - وذلك في الغالب بسبب تصنيع الزراعة الذي شهِد المليارات من الحيوانات تُذبح من أجل الغذاء على نطاق غير ممكن قبل الحرب.

#### تطوير العمل المباشر
في أوائل الستينات من 1960 في إنجلترا بدأ دعم حقوق الحيوان ليجتمع حول قضية رياضة الدم، وخاصة صيد الغزلان والثعالب وثعالب الماء باستخدام الكلاب، عادة إنجليزية عند الأرستقراطيين والطبقة الوسطى الذين دافعوا بقوة باسم حماية التقاليد الريفية. وقد كتب عالم النفس ريتشارد دي رايدر - الذي انخرط مع حركة حقوق الحيوان في أواخر الستينات من 1960 - أن الرئيس الجديد للدوري ضد الرياضات القاسية حاول في عام 1963 توجيه الدوري بعيدًا عن مواجهة أعضاء من الصيادين، الذين تسببوا في تشكيل جماعة عمل مباشر منشقّة ذلك العام، جمعية هانت سابوترس «الصيادين المخربين». وقد فُتح الأمر بواسطة أحد الصحفيين «جون برستيج» الذي شهِد غزالة حامل كانت مُطاردة إلى قرية وقُتلت بواسطة كلاب «الستاقهونتس Staghounds» لديفون وسومرست. وتنتشر عادة الصيد التخريبي (على سبيل المثال تضليل الكلاب بروائح أو قرون) في جميع أنحاء جنوب شرق إنجلترا، وخاصة حول المدن الجامعية، مما أدى إلى مواجهات عنيفة عندما هاجم الصيادون الـ «sabs الأشخاص الذين يعيقون مطاردة الثعالب كمعارضة لرياضة الدم».
امتد الجدل إلى الجمعية الملكية لمنع القسوة على الحيوانات "RSPCA"، التي نمَت بعيدًا عن جذورها «الراديكالية» التطرفية لتُصبح مجموعة محافظين بمكانة خيرية ورعاية ملكية. وقد فشلت في التحدث علنًا ضد الصيد، وبالفعل أدخلت صيادين بين أعضائها. وكما هو الحال في الدوري ضد الرياضات القاسية فقد أدى هذا الموقف إلى ظهور جماعة منشقة، مجموعة الإصلاح "RSPCA " التي سعت إلى تطرُّف المنظمة مما أدّى إلى اجتماعات فوضوية للمجلس الحاكم للمجموعة وإلى جهود ناجحة (على الرغم من أنها قصيرة الأجل) لتغييرها من الداخل من خلال انتخاب أعضاء المجلس الذين يناقشون بمنظور حقوق الحيوان وإجبار الجمعية الملكية لمنع القسوة على الحيوان "RSPCA" ليعالجوا قضايا مثل الصيد والزراعة المصنعة والتجارب على الحيوانات. وقد أُنتِخِب رايدر نفسه للمجلس في عام 1971 وشغل منصب رئيسها من 1977 إلى 1979.

#### تشكيل مجموعة أُكسفورد
قالب:مقالة رئيسية: مجموعة أُكسفورد (حقوق الحيوان)
شهِدَت نفس الفترة كُتّأبا وأكاديميين بدؤوا في التحدث مرة أخرى لصالح حقوق الحيوان. نشَرت روث هاريسون «آلات الحيوان» عام (1964) وهو نقد مؤثّر عن (المزارع الصناعية/التجارية)، وفي العاشر من أكتوبر من عام 1965 كان للروائية بريجيد بروفي مقال «حقوق الحيوانات» نُشر في صحيفة صنداي تايمز. كتبت:
كتب روبرت قارنر ان كتاب هاريسون وومقالة بروڤي التي أدت إلى انفجار من الاهتمام للعلاقة بين البشر وغير البشر. بالتحديد، مقالة بروڤي التي أُكتشفت في أو قرابة عام 1969م من قبل مجموعة من طلاب الدراسات العليا في الفلسفة في جامعة اكسفورد، روزليند وستانلي جودلوفيتش (الزوج وزوجته من كندا)، جون هاريس، وديڤيد وود، يعرفون الآن باسم مجموعة أكسفورد. قرروا معاً وضع ندوة لمناقشة نظرية حقوق الحيوان.
وقد كتب ريتشارد رايدر في نفس الوقت تقريبًا عِدّة رسائل إلى صحيفة الديلي تلغراف منتقدًا التجارب على الحيوانات معتمدًا على الحوادث التي شهِدها بنفسه في المختبرات. وقد شوهدت الرسائل، التي نُشِرت في أبريل ومايو من عام 1969، من قبل بريجيد بروفي التي وضعت رايدر بإتصال مع «القدلفِتشز Godlovitches» وهاريس Harris. وقد بدأ رايدر أيضا توزيع منشورات في أوكسفورد احتجاجا ضد التجارب على الحيوانات وكان في أحد هذة المنشورات في عام 1970 قد صاغ مصطلح «سبيشيسزم speciesism» تمييز بين الأنواع لوصف استبعاد الحيوانات غير البشرية من الحماية المقدمة للإنسانR وقد أصبح لاحقًا أحد المساهمين في ندوة «القدلفِتشز Godlovitches» كما فعل هاريسون وبروفي ونُشر في عام 1971، كالحيوانات والرجال والأخلاق، تحقيق في سوء المعاملة من غير البشر.

#### نشر كتاب «تحرير الحيوان»
قالب:مقالة رئيسية: تحرير الحيوان (كتاب)
في عام 1970 خلال مأدبة غداء في أكسفورد مع الطالب الزميل ريتشارد كشن، نباتي، جاء الفيلسوف الأُسترالي بيتر سنجر ليعتقد أنه من خلال تناول الحيوانات هو مُنخرط ومشارك في القمع من أنواع أخرى. وقام كشن بتقديم سنجر إلى «القدلفِتشز Godlovitches» وفي عام 1973 استعرض سنجر كتابهم لإستعراض نيويورك للكتب " The New York Review of Books ". وقد استخدم في الإستعراض مصطلح «تحرير الحيوان»: 
ولقوة استعراضه للكتاب، اتخذت مراجعة النيويورك للكتب خطوة غير مسبوقه بتفويض كتاب لسينغر في هذا الموضوع، نُشِر في عام 1975 باسم «تحرير الحيوان»، الذي أصبح الآن واحد من النصوص الرسمية لحركة حقوق الحيوان. تستند حجج سينجر على مبدأ النفعية - الرؤية في أبسط صورة، أن العمل صحيح إذا أدى إلى «أكبر قدر من السعادة لأكبر عدد» عبارة استخدمت لأول مره في عام 1776 من قبل جيرمي بنثام. جادل في سبيل اعتبار متساوي للمصالح، الموقف الذي لا يوجد له أساس لنفترض أن انتهاك المصالح الأساسية للإنسان - على سبيل المثال، مصلحة في عدم المعاناة - تختلف بأي شكل من الأشكال الأخلاقية الهامة عن انتهاك المصالح الاساسية لغير البشر. سينجر استخدم مصطلح «افتراض تفوق الإنسان مما يؤدي إلى استغلال الحيوانات» في الكتاب، نقلا عن رايدر وعلق ليصبح مصطلحا في قاموس اكسفورد للغة الإنجليزية عام 1989.
أثار إصدار الكتاب موجة اهتمام كبيرة من العلماء في حقوق الحيوان، فقد ظهر كتاب ريتشارد رايدر «ضحايا العلم: استخدام الحيوانات في الأبحاث» عام 1975م، ثم تبعه كتاب أندرو ليندزي «حقوق الحيوانات: وجهة نظر مسيحية» عام 1976م وكتاب ستيفن أر إل كلارك «المكانة الأخلاقية للحيوانات» عام 1977م. كما تم تنظيم مؤتمر عن حقوق الحيوان من قبل ريتشارد رايدر وأندرو ليندزي في كلية ترينيتي في كامبريدج في شهر أغسطس من عام 1977م. تبع المؤتمر صدور كتاب ماري ميدغلي «الحيوان والإنسان: جذور الطبيعة البشرية» عام 1978م ثم كتاب«حقوق الحيوان- ندوة» عام 1979م، الذي اشتمل أوراق قُدمت في مؤتمر كامبريدج. ومن عام 1982م فصاعداً، قادت سلسلة المقالات التي كتبها ريد ريغان إلى إصدار كتاب «قضية حقوق الحيوان» عام 1984م، الذي يقول فيه أن الحيوانات هي «ذوات تستشعر الحياة» لذا فإنها تحظى بحقوق أخلاقية، وقد عُدّ هذا العمل النص الأساسي لنظرية حقوق الحيوان. في عام 2001م، كتب ريغان أن مقدار ما كتبه الفلاسفة عن حقوق الحيوان في العشرين سنة الماضية يفوق ما كُتب في الألفين سنة التي سبقت ذلك. يقول غارنر أن قائمة مراجع تشارلز ميغال «الأدلة المفتاحية لمصادر المعلومات في مجال حقوق الحيوان» الصادرة عام 1989م، تحتوي على عشر صفحات من المواد الفلسفية المتعلقة بالحيوان إلى عام 1970م، بينما تضم ثلاثة عشر صفحة ما بين عامي 1970 و 1989 فقط.

#### تأسيس جبهة تحرير الحيوان
في عام 1971م، شكل طالب القانون روني لي فرع لجمعية مطاردة المخربين في لوتون التي سميت فيما بعد بفرقة الرحمة نسبة إلى الجمعية الملكية لمنع القسوة ضد الحيوانات في القرن التاسع عشر، وقامت الفرقة بمهاجمة الصيادين من خلال إتلاف عجلات مركباتهم وكسر نوافذها وادعوا أن فعلهم هذا من باب «الرحمة النشطة». وفي نوفمبر 1973م، شاركوا لأول مرة في الحرق المتعمد عندما أضرموا النيران في مختبر هوشست للأبحات الصيدلانية، وادعوا أنهم «منظمة عصابات غير عنيفة مكرسة لتحرير الحيوانات من جميع أشكال القسوة والاضطهاد على أيدي البشر».
حُكم على لي وعلى بعض الناشطين معه بالسجن لمدة ثلاث سنوات وذلك في عام 1974م، وقد أطلق سراحهم جميعاً بعد انقضاء اثنتي عشرة شهرا من مدة المحكومية. في عام 1976م قام لي بلَمّ شمل ماتبقى من الأعضاء في جماعة نشطاء الرحمة مع ضم بعض الوجوه الجديدة للمجموعة لبدء حركة المقاومة بدون قيادة، والتي عرفت بعد ذلك بجبهة تحرير الحيوانات. الناشطون في جبهة تحرير الحيوانات يعتبرون أنفسهم شكلًا جديد من الشبكات السرية في نقل الحيوانات المأخوذة من المزارع والمختبرات إلى الأطباء البيطريين المتعاطفين مع حقوق الحيوانات وإلى البيوت الآمنة وإلى المحميات الطبيعية، هذا وقد أدى ضلوع بعض الناشطين في إثارة التهديدات والتخويف والحرق المتعمد إلى فقدان الجبهة لتأييد وتعاطف الرأي العام.
وعرقلت تلك الحركة اللا مَرْكَزِيّة منظمات تطبيق القانون التي تجد الصعوبة في الدخول بينهم، حيث تقوم تلك النشاطات بين الأصدقاء فقط. وفي عام 2005م أظهرت وزارة الأمن الداخلية مدى جدية الأمر عندما ادرجت “جبهة تحرير الحيوان” ضمن قائمة التهديدات الإرهابية المحلية. ولم تعجب مؤيدي حقوق الحيوان أساليب “جبهة تحرير الحيوان”. فمثل سينقر الذي اعتبر أن هذه الحركة ينبغي عليها أن تتحلى بالأخلاق العالية، وقام الناشطون في جبهة تحرير الحيوان بالرد على هذا النقد، حيث قالت انقرد نيوكريك: “المفكرون قديثيرون الثورة، لكنهم قطاع الطرق هم من يشعلونها".

#### حقوق الحيوانات الدولية
أصبح هنري سبيرا (1927-1998)، بحار سابق وناشطاً في في الحقوق المدنية، من أبرز الدعاة الجدد للحيوانات في الولايات المتحدة. ومن مؤيدي التغيير بالتدريج، شّكل «المنظمة الدولية لحقوق الحيوانات» في عام 1974، وقدم فكرة «إعادة دمج العار» علآقة ما بين دعاة لحقوق الحيوان ونقابة/شركة مهتمة بالحيوانات /ضد الإساة للحيوانات، بغية الحصول على تنازل أو وقف ممارسة. وهي إستراتيجية تم اعتمادها على نطاق واسع أبرزها بواسطة الشعب من أجل «المعالجة الأخلاقية للحيوانات».
كانت أولى حملات سبيرا في معارضة المتحف الأمريكي للتاريخ الطبيعي عام 1976م، حيث كانت تجرى التجارب والبحوث على القطط التي أقنعهم بإيقافها. وكانت أبرز إنجازاته في عام 1980م، وذلك عندما أقنع شركة ريفلون لمستحضرات التجميل بالتوقف عن إجراء اختبار درييز الذي تضمّن اختبارات السمية على جلد أو عيون الحيوانات. وقد نشر إعلان مميزاً على صفحة كاملة في عدد من الصحف يحتوي على أرنب مع لاصقة مثبتة على العينين ووصف توضيحي : «كم عدد الأرانب التي أصبحت كفيفة بسبب شركة ريفلون لأجل الجمال ؟»، وقد توقفت شركة ريفلون عن استخدام الحيوانات لإجراء اختبارات مستحضرات التجميل عليها، وتبرعت بالمال للمساعدة في تأسيس مركز بدائل لإجراء الاختبارات على الحيوانات وتبعتها غيرها من شركات مستحضرات التجميل الرائدة.

### القرن الواحد والعشرين: التطورات
نجحت نيوزليندا عام 1999م في سن قانون جديد لرعاية الحيوان، والذي كان له تأثير على حظر التجارب على "شبيه الإنسان غير البشري وفي عام 1999م، تم وضع القانون العام 106-152 (رقم18، قسم 48) قيد التنفيذ، وينص هذا القانون على أن صنع أو بيع أو امتلاك فيديوهات تظهر القسوة على الحيوانات لأهداف مادية جناية وجرائم بشعة.
منع البرلمان النمساوي إجراء التجارب على القردة في عام 2005 م ما لم تنجز في نطاق حقوق القردة الفردية، وكذلك أصدرت المحكمة العليا في النمسا في شهر يناير من عام 2008 م قراراً بأن الشمبانزي – ويسميه المؤيدون للشخصانية بـ ماثيو هيسال بان- ليس شخصاً، وبعدما سعت الجمعية المعارضة لمعامل إنتاج الحيوان للحصول على حالة الشخصانية لأجله -و ذلك بسبب إفلاس ملجأ حمايته- تم إلقاء القبض على الشمبانزي كطفل رضيع في جمهورية سيراليون عام 1982 م ثم هرب إلى النمسا ليستخدم في التجارب الدوائية لكن فضح الأمر بواسطة موظفي الجمارك عند وصوله للبلاد وتم أخذه إلى ملجأ بدلاً من أخذه لحقول التجارب واحتفظ به هناك لمدة 25 عاماً حتى أفلست المجموعة التي تدير الملجأ في عام 2007 م. وقد عرض المتبرعون تقديم المساعدة لكن شخصاً واحداً فقط -وفقاً للقانون النمساوي- هوالذي يستطيع تلقي المنح الشخصية ؛ لذلك فإن أي أموال ترسل لدعمه ستضيع هدراً بسبب إفلاس الملجأ وقد استأنفت الجمعية الحكم عند المحكمة الأوروبية لحقوق الإنسان حيث طلب محامي اقتراح الشخصانية للشمبانزي من المحكمة تعيين وصي شرعي له ومنحه أربعة حقوق : حق العيش وحق الحرية المحدودة للحركة وحق السلامة الشخصية والحق في مطالبة الملكية.
في يونيو عام 2008م أصبحت لجنة أسبانيا للهيئة التشريعية الوطنية أول من صوت للقرار الذي يقتضي بتمديد الحقوق المحدودة للرئيسيات (أعلى رتب الثدييات غير البشرية)، فأوصت لجنة البيئة البرلمانية بإعطاء الشمبانزي والبابون الغوريلا وإنسان الغاب الحق بعدم الاشتراك في التجارب الطبية أو السيرك، وكذلك أوصت بجعل قتل القردة فعلاً غير قانوني إلا بحالة الدفاع عن النفس استناداً إلى الحقوق التي أوصى بها مشروع القردة العليا، ولم يتم بعد سن اقتراح اللجنة في القانون.
وفي عام 2009م ومابعده، منعت العديد من الدول استخدام الحيوانات في السيرك ابتداءً من بوليفيا ثم تلتها العديد من الدول الأوربية وإسكندينافيا والشرق الأوسط وسنغافورة.
أما في عام 2010 م، أصدرت الحكومة في كاتلونيا اقتراحاً لحظر مصارعة الثيران، وطُبق هذا الاقتراح لأول مرة في إسبانيا. وفي عام 2011 م، رفعت منظمة بيتا دعوى قضائية ضد منتزه سي وورلد في سان دييغوو وأورلاندو بتهمة احتجازهم لخمسة حيتان قاتلة ومعاملتهم معاملة قاسية.
حيث كانت المرة الأولى التي يتم فيها الإستشهاد بالتعديل الثالث عشر في دستور الولايات المتحدة، المتعلق بمنع الرق و العبودية الإجبارية، في قضية مرتبطة بحماية حقوق الحيوانات. وقد رفض قاضي فيدرالي القضية في فبراير عام 2012م.

## شبه القارة الهندية

### الأديان
كتب «روبرت غارنر» أنه كلا المجتمعين الهندوسي والبوذي تخل عن التضحية بالحيوانات، وأصبحا نباتيين منذ القرن الثالث قبل الميلاد. وقد بنى العديد من ملوك الهند مستشفيات خاصة بالحيوانات، وأصدر الإمبراطور أشوكا (304-232 قبل الميلاد) أوامر تمنع صيدها وذبحها تماشياً مع مقولة آهيمسا ومذهب اللاعنف. وأضاف أن الديانة اليانية زادت على هذه الفكرة، حيث كانوا يعتقدون أن من حق كافة المخلوقات الحية ألا تتعرض للأذى. فهم المعروفين «بمسح الطريق أمامهم قبل المشي عليه لحماية حياة الحشرات».

## إجرآت قرن الـ21 القانونية
وعن الإجراءات القانونية في القرن الحادي والعشرين يكتب «والداو بول» بأنه في عام 2000م استخدمت المحكمة العليا في كيرلا لغة «الحقوق» وذلك فيما يتعلق بحيوانات السيرك التي اعتبرتها تستحق حياة كريمة تحت المادة 21 من الدستور الهندي. واستند إصدار الحكم على أنه إذا كان يحق للبشر مثل هذه الحقوق فإنه ينبغي توفير حقوق للحيوانات أيضاً. وفي هذا أيضاً تجاوزت المحكمة مقتضيات الدستور الهندي التي تفرض التعاطف مع جميع الكائنات الحية وقالت : (أن واجبنا الأساسي ليس فقط في إظهار التعاطف لأصدقائنا الحيوانات، ولكن أيضاً الاعتراف بحقوقهم وحمايتهم). كما كتب «والداو» أن المحاكم الأخرى في الهند وإحدى المحاكم في سيرلانكا قد استخدمت لغة مماثلة. حتى كان عام 2012م الذي أصدرت فيه الحكومة الهندية قرار منع واسع النطاق لحظر تشريح الحيوانات الحية في التعليم والبحوث.REFF

## الإسلام

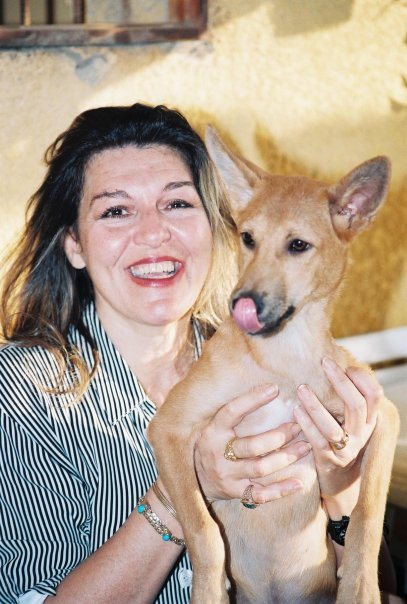
أمينة أباظة مؤسسة جمهية الرفق بالحيوان المصرية

اهتمت الشريعة (القانون الإسلامي) بحقوق الحيوان منذ القدم. وهذا الأمر مذكور في القرآن والحديث. ففي القرآن، هناك العديد من الآيات القرآنية التي تشير للحيوانات وجميعها إيجابية. الحيوانات من ذوت الأرواح فهي تكون مجتمعات وتتواصل وتعبد الله بطريقتها الخاصة. وقد نهى النبي اتباعه عن إيذاء أي حيوان وأمرهم باحترام حقوق الحيوانات. وإحدى السمات المميزة للشريعة الإسلامية أنها تضمن لجميع الحيوانات حقوق قانونية. وذكر عثمان ليولن أن الشريعة لديها آليات لمعالجة وإصلاح كافة الاضرار التي لحقت بالحيوانات، بما في ذلك تمثيلها بالمحكمة، وتقييم للأضرار والتخفيف عنهم. وقد صاغ الفقيه الإسلامي عز الدين ابن عبد السلام، الذي اشتهر في القرن الثالث عشر، البيان التالي عن حقوق الحيوان. 

### حقوق الحيوان في الأحاديث
وهنالك بعض الأحاديث التي تنص على الرفق بالحيوانات ومنها:
- عن معاوية بن قرة عن أبيه أن رجلا قال : يا رسول الله، إني لأذبح الشاة وأنا أرحمها، أو قال إني لأرحم الشاة إن أذبحها، فقال:" والشاة إن رحمتها رحمك الله.[89]

- عن جابر بن عبد الله قال : دخل النبي صلى الله عليه وسلم على أم معبد حائطا فقال:" يا أم معبد، من غرس هذا النخل، أمسلم أم كافر؟ فقالت: بل مسلم. قال:" فلا يغرس المسلم غرسا فيأكل منه إنسان، ولا دابة، ولا طير إلا كان له صدقة إلى يوم القيامة".[90]

- عن أبي هريرة عن رسول الله صلى الله عليه وسلم قال :«دخلت امرأة النار في هرة ربطتها، فلا هي أطعمتها، ولا هي جعلتها تأكل من خشاش الأرض حتى ماتت هزلا».[91]

- عن جابر بن عبد الله قال : قال رسول الله صلى الله عليه وسلم:«لَوْلاَ أَنَّ الكِلاَبَ أمَّةٌ مِنَ الأمَمِ لأمَرْتُ بِقَتْلِهَا فَاقْتُلُوا كُلَّ أسْوَدَ بَهِيمٍ) رواه الترمذي (1486) وصححه ، وأبو داود (2845) والنسائي (4280) وابن ماجه (3205)، وصححه الألباني في» صحيح الترمذي «مسلم (1572)»

- عن شداد بن أوس عن أبي أمامة أنه: قال رسول الله صلى الله عليه وسلم :«من رحم ولو ذبيحة عصفور رحمه الله يوم القيامة».[92]

- عن شداد بن أوس عن النبي صلى الله عليه وسلم قال :«إن الله كتب الإحسان على كل شيء، فإذا قتلتم فأحسنوا القتلة، وإذا ذبحتم فأحسنوا الذبحة، وليحد أحدكم شفرته، وليرح ذبيحته».[93]

- عن ابن عباس قال : مر رسول الله صلى الله عليه وسلم على رجل واضع رجله على صفحة شاة، وهو يحد شفرته، وهي تلحظ إليه ببصرها، قال:«أفلا قبل هذا، أو تريد أن تميتها موتتين».[94]

- عن سعيد بن جبير قال : كنت مع ابن عمر، فمروا بفتية أو بنفر نصبوا دجاجة يرمونها، فلما رأوا ابن عمر تفرقوا عنها، وقال ابن عمر: من فعل هذا؟ إن النبي صلى الله عليه وسلم لعن من فعل هذا. وفي رواية :«لعن رسول الله صلى الله عليه وسلم من مثل بالحيوان»[95]

- عن أبي ذر عن النبي صلى الله عليه وسلم أنه قال :«لا تعذبوا خلق الله عز وجل»[96]

- عن أبي هريرة عن النبي صلى الله عليه وسلم قال :«إياكم أن تتخذوا ظهور دوابكم منابر، فإن الله إنما سخرها لكم لتبلغكم إلى بلد لم تكونوا بالغيه إلا بشق الأنفس، وجعل لكم الأرض فعليها فاقضوا حاجتكم».[97]

- عن معاذ بن أنس أن رسول الله صلى الله عليه وسلم قال:«اركبوا هذه الدواب سالمة، وابتدعوها سالمة، ولا تتخذوها كراسي».[98]

- عن عبد الله بن عمرو قال: «قال رسول الله صلى الله عليه وسلم : الراحمون يرحمهم الرحمن، إرحموا من في الأرض يرحمكم من في السماء».[99]

- عن أنس رضي الله عنه قال: قال رسول الله صلى الله عليه وسلم :«ما من مسلم يغرس غرسا، أو يزرع زرعا، فيأكل منه طير، أو إنسان، أو بهيمة، إلا كان له به صدقة».[100]

- عن أبي هريرة أن رسول الله صلى الله عليه وسلم قال «صلوا في مراح الغنم وامسحوا رغامها فإنها دواب الجنة».[101]

## نظرات شرعية وفلسفية

### نظرة عامة

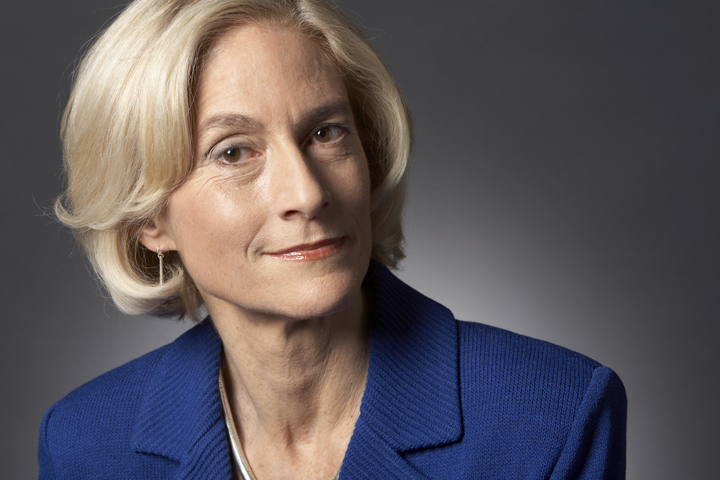
مارثا نوصبوم، مدرسة وبروفسور في قسم القانون والأخلاق في جامعة شيكاغو، المؤيدة لمبداء القدرات.

طرق التعامل الفلسفيّة الرئيسة لحقوق الحيوان قائمة على المنفعة والحقوق، أما السابق فقد ذكره بيتر سينقر والآخر ذكره توم ريجان وجراي فرانشي. كانت اختلافاتهم تعكس الفرق في استنتاج الفلاسفة بين النظريات الأخلاقية التي تتحكم بضبط الفعل من خلال العواقب المترتبة عليه (العواقبية والأخلاق الغائيّة أو النفعية) والنظريات التي تركّز على قاعدة مبدأ الفعل بغض النظر عن العواقب (علم الأخلاق)، فقد صرّح علماء الأخلاق بأن هناك أفعال لا ينبغي علينا القيام بها حتى وإن كنا سنحصل على نتيجة أسوأ.
هناك عددٌ من الحالات التي يمكن الدفاع عنها من خلال علم الاخلاق أو من منظور علم الواجبات الاخلاقيه بما في ذلك منهج القابلية -القدرات- مُمثلاً بـ مارثا نوسباوم ومنهج المساواة والتي تم بحثها - فحصها- من قِبل انغمار بيرسون وبيتر فالينتين.
نظرية القابلية -القدرات- تركّز على ما يتطلبه الأفراد لإنجاز قدراتهم. نوسباوم 2006م قالت بأن الحيوانات بحاجة إلى حق الحياة، وبعض السيطرة على بيئتهم، تجمعاتهم، سلوكهم وصحتهم الجسدية. ستيفن آر إل كلارك، ماري ميدلي وبيرنارد رولين ناقشوا أيضاً حقوق الحيوان في أن يعيش كل حيوان الحياة التي تلائم نوعه. يُفضّل مذهب المساواة المساواة في السعادة بين الأفراد مما يجعل الاهتمام بالأسوأ أكثر من أولئك الأحسن حالاً.
منهجٌ آخر هو ميزةٌ أخلاقيةٌ تتضمن أنه على اعتبار كيف نتصرف ينبغي علينا أن ننظر في شخصية وطبيعة الفاعل وأي نوع من القوى الأخلاقية ينبغي أن نكون، وقد اقترحت روزاليند هورسوث نهجاً لحقوق الحيوان يستند إلى الفضائل الأخلاقية مارك رولاند اقترح نهج التعاقد.

#### النفعية
كتب نوسبوم عام 2004م المنهج النفعي بدأ مع جيرمي بينتام وجون ستيوارت ميل ، ساهم بالاعتراف بالحالة الأخلاقية للحيوانات أكثرمن أي نظرية أخلاقية أخرى. فيلسوف المنفعة الأكثر ارتباطاً بحقوق الحيوان هو بيتر سينغر، أستاذ أخلاقيات علم الأحياء في جامعة برينستون. سينغر ليس مُنظراً للحقوق ولكنه يستعمل لغة الحقوق ليناقش الكيفية التي يتعين علينا بها التعامل مع الأفراد. وهو يفضل النفعية بمعنى أنه يحكم بصحة الأفعال بناءً على مدى إفادة مصالح المتأثرين.

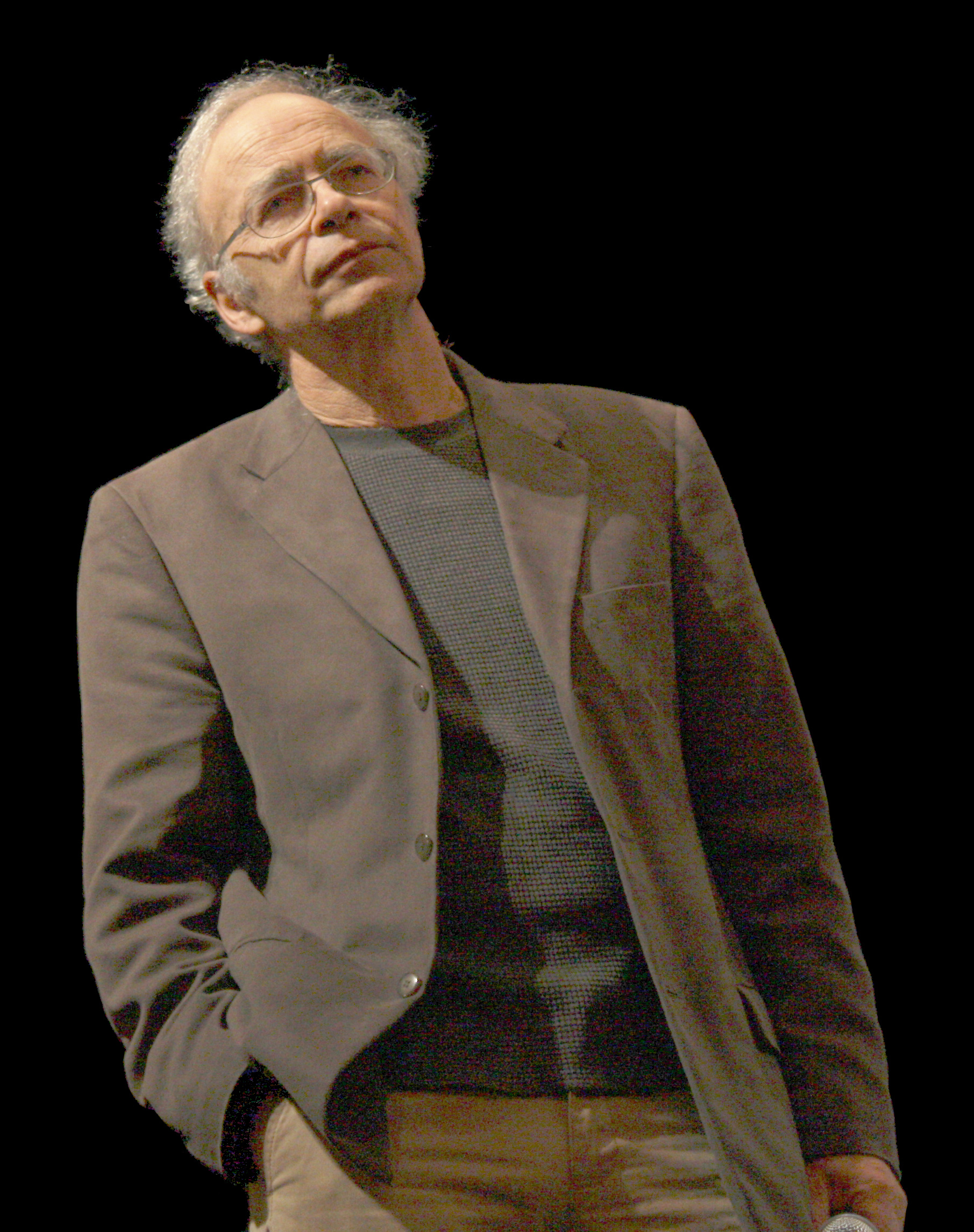
بيتر سينغير: نهتم بما يع٫بنا

و موقفه أنه لا يوجد سبب حتى لا تعطى اعتبارات مساوية لإهتمامات البشر وغير البشر، على الرغم من أن مبادئه المتعلقة بالمساواة لا تتطلب معاملة مماثلة. يملك الفأر والرجل كلاهما همة أن لا يطردوا ولا يوجد خلفيات أخلاقية أو منطقية للسقوط لتمنح تلك الاهتمامات وزن مساوئ الاهتمامات متوقعة في قدرتها على المعاناة لا شيء أكثر وبمجرد أن تنشر أن لديه اهتمامات، لا بد أن تعطى تلك الاهتمامات اعتبارات متساوية اقتبس المغني عبارة الفيلسوف الإنجليزي هنري سيدويك (1883-1900): «خير الفرد الواحد ليس له أية أهمية من وجهة نظر الكون من خير أي شخص آخر».
يقول سنقر أن المساواة في الاعتبار هي وصفة، وليس تأكيدا لحقيقة: إذا استندت المساواة بين الجنسين فقط على فكرة أن الرجال والنساء متساوين في مستوى الذكاء لكان علينا التخلي عن تطبيق نظرية المساواة لو تبين لاحقا أنها خاطئة. ولكن الفكرة المعنوية للمساواة لا تعتمد على حقائق مثل الذكاء أو القوة الجسدية، أو القدرة المعنوية. بالتالي المساواة لا يمكن أن ترتكز على نتائج البحوث العلمية في الذكاء اللابشري. كل ما يهم هو ما إذا كانوا يعانون من ذلك.
أضحى المعلقين على كل اتجاهات المناظرة يتقبلون أن الحيوانات تعاني وتشعر بالألم، بالرغم من ان الوضع لم يكن كذلك من قبل. كتب البروفيسور في الفلسفة وعلوم الحيوانات والطب الحيوي في جامعة ولاية كولورادو برنارد رولن (Bernard Rollin) أن تأثير ديكارت استمر حتى الثمانينات. فقبل عام 1989 كان الأطباء البيطريين في الولايات المتحدة الأمريكية يتم تدريبهم على العلاج دون الاهتمام بألآم الحيوانات، وانه يوجد واحد على الاقل من مستشفيات الطب البيطري في الستينات لا يوجد به أي مخدر أو مضاد لتخفيف ألم الحيوانات. وفي تفاعل لرولن مع علماء آخرين كان يطلب دائماً منه أن يثبت أن الحيوانات تشعر، أن يقدم لهم دليل علمي ومقبول على انها تشعر بالألم. الإصدارات العلمية في الثمانينات أوضحت أن أغلبية الباحثين يعتقدون بأن الحيوانات تعاني وتشعر بالألم، بالرغم من ذلك تظل الآراء مختلفة حول إمكانية تقليل الألم من خلال عدم قدرتها على توقع الألم والرهبة منه مثل البشر أو تذكرها للألم بوضوح. مشكلة في معاناة الحيوانات وآلامها واحساسها بشكل عام ظهرت لأن الحيوانات لا تملك لغة تعبر بها. فكتب سنقر: لو أننا نحتاج إلى لغة للتعبير عن الألم لكان غالباً من الاستحالة معرفة ما إذا كان الإنسان يشعر بالألم، رغم أننا نستطيع مراقبة سلوك الالم وتقييم حجمه من خلال ما نراه. وقال لا يوجد سب لأن نعتقد أن سلوك الالم للمخلوقات غير البشرية قد تعني شيئاً غير ما يعنيه الإنسان.
| ”           | همس لشخص بقربه" "مثقف." يتحدثون عن هذا الشيء في الرأس، ما اسمه؟ هذه هي الفكرة. ما دخل ذلك في حقوق المرأة أو حقوق السود؟ إذا كان قدحي يسع نصف ما يسعه كوبك، ألن يكون من الظلم أن تمنعني من ملئ قدحي فقط لنبقى متساوين؟ | “ |
| —سوجور تروث | |   |

### مواضيع الحياة
جادل توم ريغون، محاضر فخري للفلسفة في جامعة ولاية شمال كارولينا، في كتاب القضية لحقوق الحيوان (1983) أن الحيوانات الغير البشرية هي ما يطلق عليه “مواضيع حياة” وبذلك هم أصحاب حقوق. وكتب أنه بسبب أن الحقوق الأخلاقية للإنسان مبنية على أساس امتلاكهم قدرات عقلية محددة، ولان بعض الحيوانات الغير البشرية تمتلك هذه القدرات، هذه الحيوانات يجب أن يكون لديها نفس الحقوق الأخلاقية كالبشر، وعلى الرغم أن البشر يمثلون أنهم وكلاء أخلاق كلا من الحالات البشرية الهامشية كالأطفال، وعلى الأقل بعض غير البشر يمكن أن يكون عندهم أمراض أخلاقية غير قادرون على تشكيل مبادئ أخلاقية، وبهذا فهم غير قادرون على فعل الصحيح أو الخطأ، على الرغم أن ما يفعلوه قد يكون مفيدا أو مضرا، فقط وكلاء الأخلاق قادرون على الانخراط في أحداث أخلاقية. وبالنسبة لريغان فأن الحيوانات تمتلك «قيم فطرية» كمواضيع حياة، ولا يمكن اعتبارهم كوسائل لتحقيق غاية، وجهة نظر تضعه بقوة في المخيم المغلق، نظريته لا تشمل كل الحيوانات، ولكن فقط تلك التي يمكن أن تعتبر«مواضيع حياة» ، وجادل أن كل الثديات الطبيعية وعلى الأقل في عمر السنة تتأهل: 
في المقابل، يهتم سنغر في المقام الأول بتحسين معاملة الحيوانات ويقبل أن، في بعض السيناريوهات الافتراضية، بعض الحيوانات يمكن أن تُستخدم بطريقة شرعية لغايات بشرية أو غير بشرية، ويعتقد ريغان أننا يجب أن نعامل الحيوانات الغير البشرية كما نعامل البشر، وهو يطبق نظرية (تفكير؟) كانت الصارمة (والتي يطبقها كانت نفسه للبشر فقط) أنه يجب أن لا يُضٓحّى بالحيوانات كوسيلة لتحقيق غاية، بل يجب أن يعاملوا كغايات بحد ذاتهم.

### الإلغائية

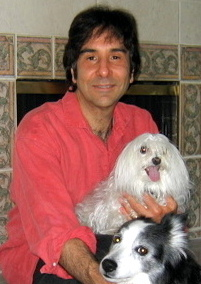
قال غاري فرانسيوني: كل ما يريده الحيوان عو أن لا نعتبره متاع

الكاتب الرائد في مجال الأبوليشنست (إلغاء العقوبة) وأستاذ القانون والفلسفة في معهد روتجرز نيوارك (غاري فرانسيون) هو القائل والقائم بحجة أن الحيوانات تحتاج حق واحد فقط، وذلك الحق هو أن لا تكون مملوكة. وكل شي آخر يتبع هذه النقلة النوعية. وعلى الرغم أن معظم الناس ستدين بسوء المعاملة للحيوان، وفي كثير من البلدان هناك قوانين تعبر عن تلك المخاوف. «في النظام القانوني يسمح أن تستخدم الحيوانات لأي غرض باستثناء الاستخدامات المكروهة» يتطلب القانون أن لا تكون هناك أي معاناة «غير ضرورية» وليتم تقرير ماهو غير ضروري يتم وزن مصالح الحيوان مقابل مصالح البشر، والأخيرة هي التي السائدة في أغلب الأحيان.
قارن فرانسيون حال الحيوانات بمعاملة العبيد في الولايات المتحدة والتي كانت توجد تشريعات تدعي حمايتهم في كتابه «الحيوانات والممتلكات والقانون» (1995) والذي يعد أول معالجة فقهية قانونية واسعة لحقوق الحيوانات، ولكن تجاهل القضاء قانون الحماية الذي قدمته مؤسسة الرق وجعلته غير قابلة للتنقي، لذا قدم فرانسيون قانون رعاية الحيوان في الولايات المتحدة كمثال، حيث اعتبره مثالا للتشريعات الرمزية التي تهدف إلى تهدئة القلق العام بشأن معاملة الحيوانات، ولكنها صعبة التطبيق.
ويناقش أن التركيز على رفاهية الحيوانات بدلاً من حقوقها سيجعل قضيتها أسوأ لأنه سيجعل العامة يرون بأنه لاضير من استخدامها وسيعزز من نظرة الإنسان إليها كممتلكات. ويسمي جماعة حقوق الحيوانات الذين يريدون تحقيق رفاهية الحيوانات مثل جماعة «التعامل الأخلاقي مع الحيوانات» بـ «الداعون الجدد إلى الرفاهية» لأنهم أقرب لحركات الدفاع عن الحيوان في القرن التاسع عشر من حركات حقوق الحيوان. وأيضاً فضل في استخدام عبارات مثل«الدفاع عن الحيوانات» و«المدافعون عن الحيوان». وكان لديه موقف في عام 1996م بأنه لا توجد حركة لحقوق الحيوان في الولايات المتحدة. .

### التعاقدية الاجتماعية
اقترح أُستاذ الفلسفة في جامعة فلوريدا رولاندز مارك نهج أو طريقة "التعاقدية الاجتماعية (بالإنجليزية: Contractarianism) مُستندًا على الوضع الأصلي وقناع الجهل في نظرية العدل لجون راولز - وهي "حالة للطبيعة" متأملة في التجربة التي تختبر الحدس حول العدل والإنصاف (1971). وفي الوضع الأصلي اختار الأفراد مبادئ العدالة (أي نوع من المجتمع يُشكَّل، وكيف سيتم توزيع السلع الاجتماعية الأولية) غير مُراعين خصائصهم الفردية - عِرقهم أو جنسهم أو طبقتهم أو ذكائهم وسواء كانوا من الأصحاء أو ذوي الاحتياجات الخاصة من الأغنياء أو الفقراء - وبالتالي لا يعون الدور الذي سيتولونه في المجتمع والذي هم على وشك تشكيله. والفكرة هنا أنهم بالعمل خلف قناع الجهل سيختارون العقد الاجتماعي الذي يوجد فيه إنصاف أساسي وعدل لهم بِغَض النظر عن الوضع الذي يشغلونه. ولم يضُم راولز عضوية الأصناف أو الأجناس البشرية باعتبارها أحد السمات المخفية من صُنّاع القرار للوضع الأصلي. ويقترح رولاندز تمديد قناع الجهل ليشمل العقلانية التي يعتبرها خاصية غير مستحقة مشابهةً للخصائص كالعرق والجنس والذكاء.

### نظرية حقوق الوهلة الأولى
الفيلسوف الأمريكي تيموثي جاري اقترح نهجا كان يعتبر غير البشريين جديرين بحقوق الوهلة الأولى. في سياق فلسفي، حق الوهلة الأولى هو الحق الذي يبدو بأنه قابل للتطبيق من النظرة الأولى، ولكن بالنظرة المتعمقة من الممكن أن تغلبه اعتبارات أخرى. في كتابه (الأخلاق: الأخذ بنهج تعددي في النظرية الأخلاقية)، قام لورانس هينمان بتقسيم هذه الحقوق باعتبار أن (الحق حقيقي ولكن يظل مفتوحا للسؤال ما إذا كان هذا الحق قابلا للتطبيق في حالات محددة. فكرة أن غير البشريين من الحيوانات مستحقين لحقوق الوهلة الأولى شبيه بمقولة أن للحيوانات حقوق. لكن، هذه الحقوق من الممكن تجاوزها بالعديد من الاعتبارات الأخرى، خصوصا تلك التي تتعارض مع حقوق البشر في الحياة، في الحرية، في المسكن، وفي سعيهم لتحقيق السعادة. جاري دعم وجهة نظرة بالجدال:
بالمجمل، اقترح «جاري» بأن على البشر التزامات نحو الحيوانات الغير بشريين، إلا أنه، الحيوانات لا تمتلك ولا يفترض بأن تمتلك حقوق ضد البشر.

### الحركة النسوية وحقوق الحيوان

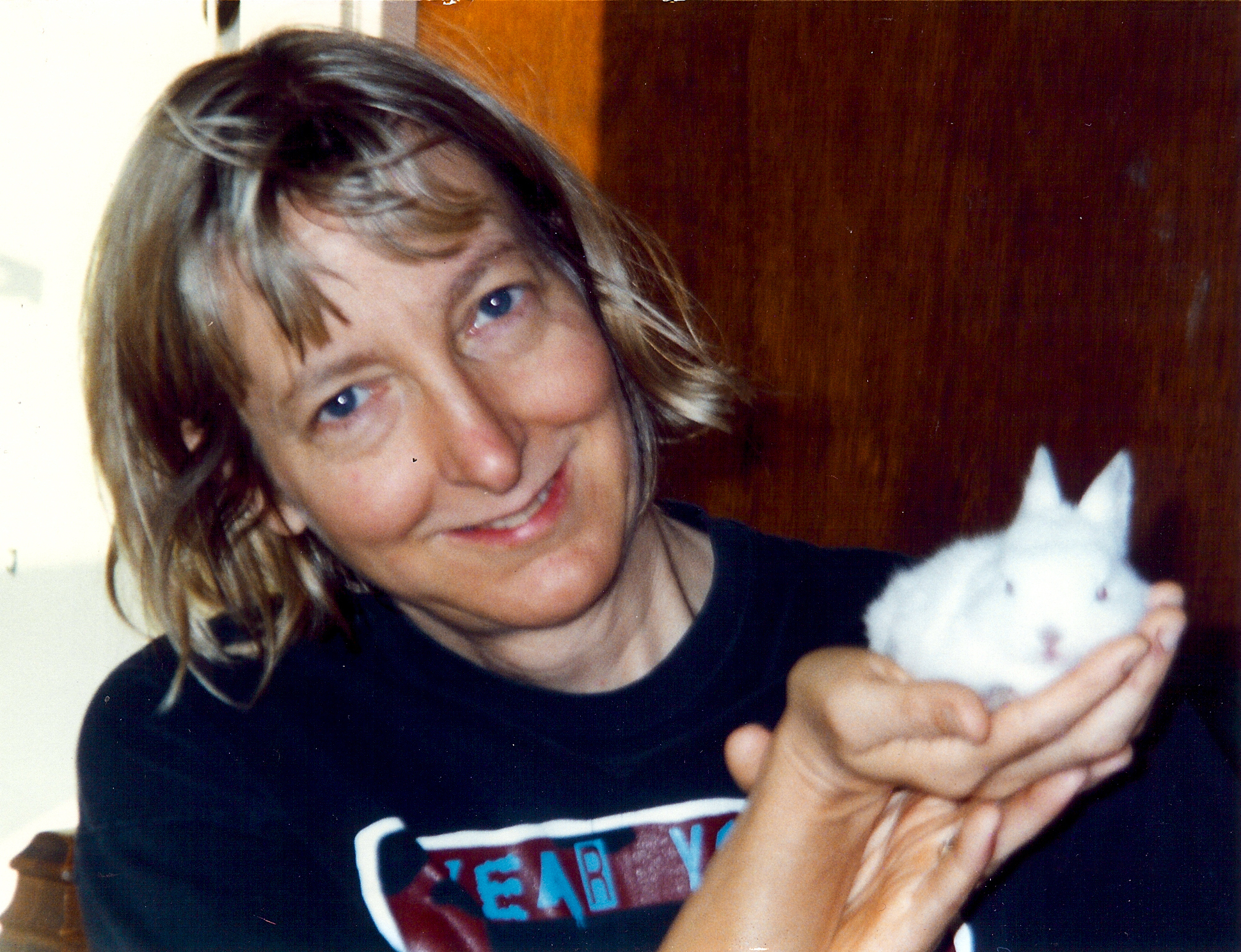
كارول ادامس، الناشطة في الحركات الناؤبيئية، كتبت الكثير حول العلاقة بين حقوق النساء والحيونات.

لعبن النساء دوراً أساسياً في الدفاع عن حقوق الحيوان منذ القرن التاسع عشر. كانت الحركة المناهضة للتشريح، التي ظهرت في القرن التاسع عشر وأوائل القرن العشرين في المملكة المتحدة والولايات المتحدة، تُدار بصورة عامة من قبل النساء، بما فيهن فرنسيس باور كوب، وآنا كينغسفورد، وليزي ليند آف هاقبي وكارولين إيرل وايت (1833-196). يقول غارنر أن النساء كُنّ يُشكلن 70% من عضوية مجتمع شارع فيكتوريا (واحدة من المجموعات المناهضة للتشريح التي أسستها كوب)، وكذلك 70% من عدد أعضاء الجمعية الملكية البريطانية لمنع القسوة على الحيوانات في عام 1900.
الحركة الحديثة المؤيدة للحيوان لديها تمثيل مشابه للنساء، على الرغم من أن غارنر كتب في عام (2005) بأن النساء لا يحتلون المناصب القيادية دائماً : أثناء مسيرة من أجل الحيوانات في العاصمة واشنطن، في عام 1990 والتي تعتبر أكبر مسيرة عقدت لحقوق الحيوان في ذلك الحين في الولايات المتحدة كان معظم المشاركين من النساء، ولكن معظم المتحدثين على المنصة كانوا من الرجال. وعلى الرغم من ذلك، فقد تم تأسيس عدة جماعات مؤيدة للحيوانات وذات نفوذ من قبل النساء، بما في ذلك الاتحاد البريطاني للقضاء على التشريح والتي أسست من قبل كوبي في لندن في عام 1898؛ وكذلك مجلس رعاية الحيوان في الهند من قبل روكميني ديفي أروندلين في العام 1962 ؛ وكذلك «أشخاص لأجل معاملة الأخلاقية للحيوانات»، والتي شارك في تأسيسها إنغريد نيوكيرك في عام 1980 في هولندا، تم انتخاب ماريان ثيم وأستير أيوهند في البرلمان في عام 2006 لتمثيل حزب الحيوانات.
أدى تفوق النساء في هذه الحركة إلى جوهر الأدب الأكاديمي الذي يبحث في حقوق النساء وحقوق الحيوان، الحركات النسوية والنباتية، اضطهاد النساء والحيوان، وكذلك ارتباط الرجل بالنساء والحيوان مع الطبيعة والعاطفة أكثر من المنطق والعقل، هذا الارتباط استدعى العديد من الكاتبات النسويات إلى احتضانه والكتابة عنه. حيث كتبت لوري غرين أن كل من النساء والحيوان يؤدوا نفس الوظيفة الرمزية في المجتمع البطريكي، حيث أن كلاهما «المستهلك» المسيطر عليه والمنقاد «للآخر». وعندما نشرت الكاتبة البريطانية المناصرة لحقوق المرأة ماري ولستنكرافت (1785-1835) كتابها «دفاع عن حقوق المرأة» (1792)، قام الفيلسوف الكامبردجي توماس تايلور (1785-1835) بالرد على كتابها بمحاكاة ساخرة مجهولة، أسماها «دفاع عن حقوق البهائم» (1792) وأظهر فيها أن جدال الكاتبة ولستنكرافت من أجل حقوق النساء من الممكن تطبيقه تماما مع الحيوان، قاصدا إثبات الحالة على أنها برهان بالتناقض.

### النقاد

#### ريموند. ج. فراي
ريموند. جيه. فراي هو برفسور في علم الفلسفة بجامعة باولنج قرين ستيت (Bowling Green State University) والمعروف أيضا باعتناقه لنظرية نفعية التفضيل كالكاتب بيتر سينقر (Singer) «النفعية هو مذهب فلسفي والذي يؤكد بأن القيمة الأخلاقية للفعل يمكن تحديده على حسب المنفعة التي ستعود على الشخص أو الأشخاص. مثال: إذا كان عندك كعك وستأكله فأنت ستستفيد من فعل أكلك للكيك، أما إذا شاركت بتلك الكيكة أصدقائك فالمنفعة ستعود على الجميع ومن وجهة نظر الفلسفة النفعية المشاركة بالكيكة تحمل معان أخلاقية أكثر من أكل الكيكة انفراديا. ونفعية التفضيل هي فلسفة منحدرة من الفلسفة النفعية والتي ترى أن الأشخاص يحددون منافعهم على حسب ما يفضلون. ومن هذا المنطلق لا يمكن الحكم على أي فعل يقوم به الشخص بأنه أخلاقي أو غير ذلك طالما أن القيمة الأخلاقية للفعل تتحدد على حسب تفضيلات الأشخاص الذاتية.» لكن البروفسور فراي يختلف عن البرفسور سينقر بتوصل الأول إلى نتائج مختلفة عن الآخر، وقد ناقش البروفسور فراي هذه الآراء في كتابه «المصالح والحقوق» والتي ناقش فيها فراي بأن الحيوانات ليس لديها مفهوم المصالح المقرونة بالنفع في حساباتها، ذلك أن المصلحة كما يقول تعتمد على وجود الرغبة وهذه الرغبة لا يمكن لها الاستمرار أو العيش دون أن يقابلها وجود الاعتقاد أو الإيمان بشئ ما«كدافع للرغبة والذي يقود في النهاية إلى فعل يخدم مصلحة الشخص أو مصلحة غيره». والحيوانات من وجهة نظر البروفسور فراي ليس لديها اعتقادات «اعتقادات تقود للمصالح التي تنتهي بالنفع، فقط رغبات تقود لفعل معين كرغبة الأكل أو النوم»، ذلك أن الاعتقاد يتطلب وجود اعتقاد آخر داعم للاعتقاد الأول «اعتقاد عن اعتقاد» والذي تحدث عنه البروفسور فراي بأن وجود الاعتقاد يتطلب وجود اللغة. فلو قال شخص على سبيل المثال: «أن القطة تعتقد بأن الباب مغلق، فإن هذا القائل كما يرى هو يحمل اعتقادا مفاده أن القطة تحمل الجملة التقريرية» أو لديها القدرة في استخدام اللغة «والتي تخبر به عن أن الباب مقفل ليكون اعتقاد الشخص صحيحا في هذه الحالة، ويرى البروفسور فراي بأنه لا يوجد هناك سبب معين يجعلنا نجزم بأن القطة أو أي كائن كان لديه قصور وضعف في استخدام اللغة كالرضع لديها القدرة في استخدام الجمل التقريرية» والتي تخبر به عن ماتعتقد به.
النفعية هو مذهب فلسفي والذي يؤكد بأن القيمة الأخلاقية للفعل يمكن تحديده على حسب المنفعة التي ستعود على الشخص أو الأشخاص. مثال: إذا كان عندك كعك وستأكله فأنت ستسفيد من فعل أكلك للكيك، أما إذا شاركت بتلك الكيكة أصدقائك فالمنفعة ستعود على الجميع ومن وجهة نظر الفلسفة النفعية المشاركة بالكيكة تحمل معان أخلاقية أكثر من أكل الكيكة انفراديا. ونفعية التفضيل هي فلسفة منحدرة من الفلسفة النفعية والتي ترى أن الأشخاص يحددون منافعهم على حسب مايفضلون. ومن هذا المنطلق لايمكن الحكم على أي فعل بقوم به الشخص بأنه أخلاقي أو غير ذلك طالما ان القيمة الأخلاقية للفعل تتحدد على حسب تفضيلات الأشخاص الذاتية. «لكن البروفسور فراي يختلف عن البرفسور سينقر بتوصل الأول ألى نتائج مختلفة عن الآخر، وقد ناقش البروفسور فراي هذه الآراء في كتابه «المصالح والحقوق» الصادر عام 1980 والتي ناقش فيها فراي بأن الحيوانات ليس لديها مفهوم المصالح المقرونة بالنفع في حساباتها، ذلك أن المصلحة كما يقول تعتمد على وجود الرغبة وهذه الرغبة لايمكن لها الاستمرار أو العيش دون أن يقابلها وجود الاعتقاد أو الإيمان بشئ ما«كدافع للرغبة والذي يقود في النهاية إلى فعل يخدم مصلحة الشخص أو مصلحة غيره». والحيوانات من وجهة نظر البرفسور فراي ليس لديها اعتقادات «اعتقادات تقود للمصالح التي تنتهي بالنفع، فقط رغبات تقود لفعل معين كرغبة الأكل أو النوم»، ذلك أن الاعتقاد يتطلب وجود اعتقاد اخر داعم للاعتقاد الأول «اعتقاد عن اعتقاد» والذي تحدث عنه البرفسور فراي بأن وجود الاعتقاد يتطلب وجود اللغة. فلو قال شخص على سبيل المثال:» أن القطة تعتقد بأن الباب مغلق، فإن هذا القائل كما يرى هو يحمل اعتقادا مفادة أن القطة تحمل الجملة التقريرية «أو لديها القدرة في استخدام اللغة» والتي تخبر به عن أن الباب مقفل ليكون اعتقاد الشخص صحيحا في هذه الحالة، وهو يرى البرفسور فراي بأنه لايوجد هناك سبب معين يجعلنا نجزم بأن القطة أو أي كائن كان لديه قصور وضعف في استخدام اللغة كالرضع لديها القدرة في استخدام الجمل التقريرية«والتي تخبر به عن ماتعتقد به»

#### كارل كوهن
يقول كارل كوهن أستاذ الفلسفة في جامعة ميتشجان أنه ينبغي لأصحاب الحقوق أن يكونوا قادرين على التمييز بين مصالحهم الخاصة وبين ما هو حق. «يجب أن يكون لدى أصحاب الحقوق القدرة على فهم قواعد العمل التي تحكم الجميع بما فيه أنفسهم ولتطبيق تلك القواعد عليهم أن يدركوا التضارب المحتمل بين ما يدخل ضمن مصلحتهم الشخصية وبين ما هو حق ولايمكن أن يُنفذ مفهوم الحق بشكل صحيح إلا في المجتمع المكون من أفراد قادرين على اتخاذ أحكام أخلاقية مقيدة ذاتياً» ويرفض كوهن حجة سينجر الذي يقول فيها أنه طالما أن الإنسان الذي يعاني من تلف في دماغه لا يستطيع معه اتخاذ أحكام أخلاقية فلا يمكن استخدام الأحكام الأخلاقية كخاصية فارقة لتحديد لمن تمنح الحقوق ويقول كوهن أن اختبار الحكم الأخلاقي ليس اختباراً يُجرى على البشر واحداً دون الآخر بل ينبغي أن يُطبق على أعضاء الجنس البشري بشكل عام.

#### ريتشارد بوسنر

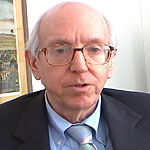
قال القاضي بوسنر:الحاقائق ستحدد المساواة"

ريتشارد بوسنر قاضي محكمة الإستئناف في الولايات المتحدة في الدائرة السابعة ناقش قضية حقوق الحيوان في عام 2001م مع بيتر سينغر، جادل بوسنر بأن حدسه الأخلاقي يقول له «أن البشر يفضلون أنفسهم فإذا هدد كلب طفلاً رضيعاً حتى لو كان ذلك يتطلب بالتسبب بالألم أكثر للكلب لإيقافه من الألم الذي كان سوف يسببه الكلب للطفل الرضيع فإننا سنقف في مصلحة الطفل وأنه سيكون من الوحشية أن نعفو عن الكلب».
تبريرها بمجموعة البديهيات ذاتها ويرد بوسنر بقوله أن المساواة في الحقوق المدنية لم تحدث بسبب الحجج الأخلاقية بل لأن الحقائق أظهرت أنه لا يوجد أي اختلافات أخلاقية هامة بين البشر بناءً على العرق أو الجنس أو التوجه الجنسي التي من شأنها أن تدعم اللامساواة ولو ظهرت حقائق مماثلة حول الإنسان والحيوان ستقل الاختلافات في الحقوق كذلك ولكن الحقائق ستدفع المساواة وليس الحجج الأخلاقية التي تعارض الفطرة ويطلق بوسنر على منهجه بـ «النفعية الناعمة» على عكس منهج سينجر «النفعية القاسية» يعتبر التعامل اللين مع الحيوانات من حقوق الحيوان وهو الحس الأخلاقي بالنسبة للكثير ومعظم الأمريكيين ونحن ندرك أن الحيوانات تشعر بالألم وأن التسبب في الألم دون سبب أمر سيئ ويتم الحس في مرحلة الحجة المنطقية عندما تخرج الشفقة اتجاه الحيوانات إلى واجب الترجيح ويجب ان لا ننسى أن آلام الحيوانات والناس على حد سواء تفتح آفاق كبيرة في الحياة الاجتماعية.

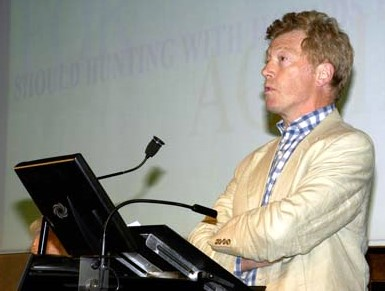
روجر سكروتون: الحقوق تفرض واجبات.

#### روجر سكرتون
جادل الفيلسوف البريطاني روجر سكرتون (Roger Scruton) بأن تواجد الحقوق يعني أن هناك التزامات. كل الامتيازات القانونية سوف تشكل عبئاً على من لا يملك هذه الامتيازات، وقد كتب ذلك «قد يكون حقك هو واجبي». وبناءً على ذلك، يرفض سكرتون (Scruton) ظهور ما يسمى بحركة حقوق الحيوان، ويعده «كأغرب تحول ثقافي في النظرة الليبرالية»; لأن فكرة الحقوق والمسؤوليات تصلح لحالة البشر، ولا معنى لتعميم ذلك خارج جنس البشر. ويتهم مدافعي حقوق الحيوان بالتجسيم، عازياً هذه الصفات إلى الحيوانات -كما يقول- الشبيهة بـبياتريكس بوتر، المؤلفة الإنجليزية وكاتبة قصص أطفال، حيث أن الرجل هو الكائن الوحيد الحقير. ومن ضمن رواياتها الخيالية المناشدة لأكاذيب حقوق الحيوان، حيث قالت «عالم الحيوانات الغير محكوم، مليء بالكلاب الذين يقابلون عواطفنا بالمودة ولا يهتمون بما نفعل بهم، والقطط الذين يدَعون الحنان وبينما هم -بالواقع- لا يهتمون إلا بأنفسهم، ويعتبر الخيال هو عالم للهروب من الواقع».

## الاستمرارية بين البشر والحيوانات

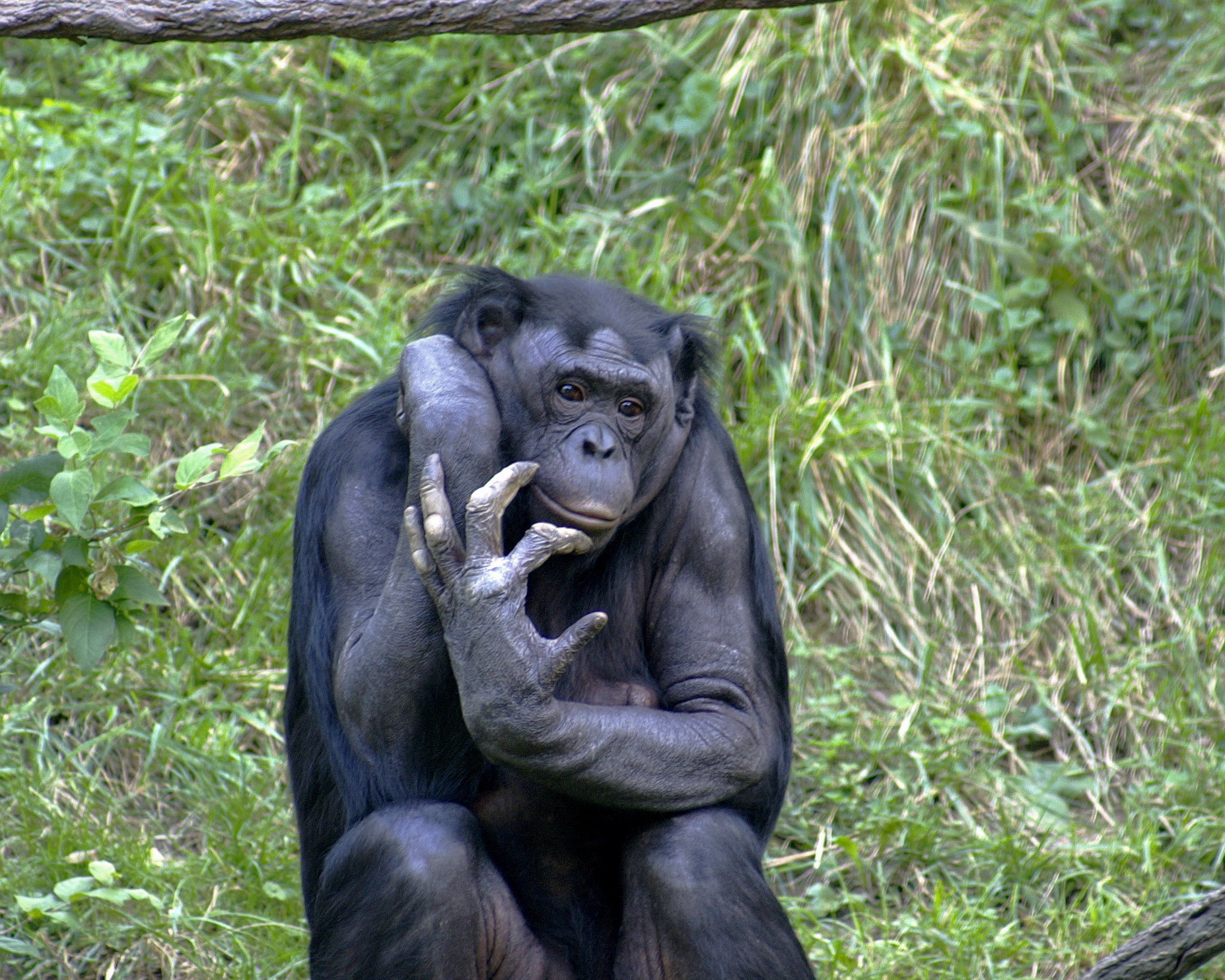
البونوبو، القرد الغير بشري

قدمت الدراسات التطورية شرحاً لتعليل سلوك الإيثار لدى البشر والحيوانات، وأوضحت أن هناك أوجه تشابه بين البشر والحيوانات. العلماء مثل جين غودال وريتشارد دوكينز يعتقدون بأن القردة العليا هم أقرباء البشر، لامتلاكهم العقلانية والوعي الذاتي. في عام 2010، قاد البحث طبيبة في علم النفس تدعى ديانا ريس، وخبيرة في علم الحيوان تدعى لوري مارينو لحضور مؤتمر في سان دييغو، حيث أشارا إلى أن الدلافين هي الثانية من ناحية الذكاء والأقرب إلى البشر، وخلصت إلى أنه ينبغي أن يعتبر الدلافين أشخاص غير بشريين. استخدمت مارينو فحوصات الرنين المغناطيسي لمقارنة دماغ الدلفين ونتائج الأبحاث الأولية، حيث أشار المسح إلى أن هناك «استمرارية نفسية» بين الدلافين والبشر. أوضحت ريس في بحثها أن الدلافين قادرة على حل المشاكل المعقدة، واستخدام أدوات، واجتياز اختبار المرآة، وذلك باستخدام مرآة لتفقد أجزاء من أجسادهم.
وقد أثبتت الدراسات أن هناك صلة بين العنف بين الأشخاص والقسوة على الحيوان.

## مواقف الرأي العام
وفقاً لورقة منشورة عام 2000 من قبل هارولد هيرنوغ ولورنا دور، كانت الدراسة الأكاديمية السابقة للمواقف تجاه حقوق الحيوان تعاني من أحجام العينة الصغيرة والمجموعات غير الممثلة مع ذلك، يظهر ارتباط عدد من العوامل مع موقف الأفراد المتعلق بمعاملة الحيوانات وحقوق الحيوان. يتضمن ذلك الجنس، والعمر، والمهنة، والدين ومستوى التعليم. وقد وُجدت أيضاً أدلة تشير إلى أن الخبرة السابقة مع الحيوانات المدللة قد تكون عاملاً يؤثر في مواقف الناس.
اتضح أن نوع الجنس عامل يؤثر على نظرة الناس للحيوانات، ويظهر أن النساء أكثر دعماً من الرجال لحقوق الحيوان وأشارت دراسة أجريت على المراهقين عام 1996 بواسطة ليندا بيفر أن العوامل التي قد تفسر جزئياً هذا التناقض تشمل المواقف تجاه الحركة النسوية والعلوم ومحو الأمية العلمية وظهور مزيد من التركيز على «الحنو والتعاطف» بين النساء.
في استطلاع أُجري عام 2007م لدراسة ما إذا كان المؤمنون بالتطور «والتصميم الذكي» أكثر قابلية لدعم حقوق الحيوان من بقية الخلق ووجدوا أن هذا هو الحال إلى بعيد، وبحسب الباحثين فإن معظم المسيحين الأصوليين المتعصبين المستطلعة آراؤهم والذين يؤمنون بالخلق ؛ أقل دفاعًا عن حقوق الحيوان من أولئك الأقل أصولية في معتقداتهم، وقد عززت هذه النتائج نتائج أبحاث سابقة، مثل تلك التي أجريت عام 1992م والتي وجدت أن 48٪ من النشطاء في الدفاع عن حقوق الحيوان إما ملحدين أو لادينيين.
هذا وقد عزت نتائج الاستبيانين التي هُدف فيها إلى استطلاع الرأي: أن الاستعدادات (أو المواقف) تجاه سياسات حقوق الحيوانات كالإجراءات المباشرة للحقوق تكون متنوعة في المجتمعات التي بها سياسة حقوق الحيوانات. هذا وقد ذُكر في الاستبيانين أن مايقارب ال (50% و 39% من الناشطين لحقوق الحيوانات الذين شملهم الاستبيانين) معارضين للإجراءات المباشرة. وقد استخلص أحد الاستبيانين إلى أنه : " من الخطأ أن نعمم (أو نعتبر) أن جميع الناشطين لحقوق الحيوانات متشابهين في الرأي (حتى وإن كان يجمعهم نفس الهدف وهو المطالبة بحقوق الحيوانات).